# Cícero Dantas Martins
Pour les articles homonymes, voir Dantas et Martins.
Cícero Dantas Martins, connu aussi sous son titre nobiliaire de baron de Jeremoabo, ou simplement comme Jeremoabo (São João Batista de Jeremoabo, 1838 — Cícero Dantas, anciennement Bom Conselho, 1903), était un grand propriétaire terrien et homme politique brésilien.
Héritier des vastes étendues de terres acquises progressivement par la famille Dantas, il fut l’un des plus grands propriétaires terriens, sinon le plus grand, de tout le Nordeste brésilien, et en tant que tel, un représentant typique du coronélisme, c’est-à-dire un potentat local combinant en sa personne, par une confusion permanente entre sphère publique et sphère privée, le pouvoir économique privé, appuyé sur la grande propriété terrienne et l’esclavagisme, et divers postes et positions d’influence dans le domaine public, que ce soit dans la politique et l’administration municipales, la magistrature, la police (à travers la nomination des commissaires), les milices supplétives locales ou dans la Garde nationale (chargée du maintien de l’ordre).
Doté d’un diplôme de licencié en droit, et assuré du soutien de sa famille et de toute la clientèle de celle-ci, il se lança dans la politique à l’échelon national et sut se faire élire à plusieurs reprises député général  (national) pour sa circonscription de l’arrière-pays (sertão) bahianais, tout en assumant, à l’instar de ses ancêtres, des fonctions dans la politique locale. Ses efforts, à la Chambre des députés comme dans les autres instances politiques, tendront alors tout entiers à la préservation des privilèges et du pouvoir discrétionnaire de sa classe — l’aristocratie foncière agro-commerciale esclavagiste — et consisteront à composer avec l’autorité, à louvoyer, à anticiper, réfréner, différer ou désamorcer tout projet de loi préjudiciable aux intérêts de sa caste, et ce par-delà les divers soubresauts de l’histoire (guerre du Paraguay, coup d’État républicain) et surtout à rebours des nouvelles évolutions sociales (émergence d’une couche urbaine libérale, principalement dans le sud du pays), politiques (montée en puissance de ses adversaires libéraux, au détriment des conservateurs), administratives (loi électorale, forte centralisation sous l’Empire, fédéralisation sous la République), économiques (déclin de la canne à sucre, crise financière, prépondérance croissante des caféiculteurs du sud), mais aussi personnelles (scission de sa parentèle entre conservateurs et libéraux), etc.
La question de l’esclavage apparaît particulièrement illustrative de l’attitude du baron de Jeremoabo : sous la pression abolitionniste, il soutint, pour donner le change, diverses lois qui tendaient, mais en apparence seulement, à une émancipation partielle des esclaves. L’acte d’abolition, finalement adopté et signé par la fille même de l’empereur en 1888, signifia dans le chef de Cícero Dantas la rupture de la convergence d’intérêts, de la symbiose, qui avait jusque-là prévalu tellement quellement entre le régime impérial et la vieille aristocratie brésilienne. Ce fait, suivi bientôt de la proclamation de la république en 1889 et l’instauration du fédéralisme, et l’avènement subséquent d’un pouvoir adverse à la tête de sa province, devenue État fédéré, incita Cícero Dantas à se replier désormais davantage sur son fief et à renforcer son coronélisme.

## Ascendances familiales
Né le 28 juin 1838 à la fazenda (=grand domaine agricole) Caritá, sise dans la commune de Jeremoabo, en plein sertão bahianais, Cícero Dantas Martins grandit dans un milieu aux traditions déjà bien ancrées. En effet, fils du commandeur João Dantas dos Reis et de Mariana Francisca da Silveira, il appartenait à l’antique famille Dantas, dont les membres furent autrefois les régisseurs attitrés des Torre de Garcia d’Ávila, famille de grands propriétaires fonciers établis dans l’arrière-pays semi-aride (sertão) de la Bahia depuis les débuts de la colonisation. La famille Dantas réussit au fil du temps, tout en administrant ces vastes étendues, à en acquérir pour elle-même de grandes portions, de sorte que Cícero Dantas Martins pouvait passer pour l’un des plus grands fazendeiros, sinon le plus grand, de tout le Nordeste brésilien, possédant soixante-et-une propriétés rurales dans les provinces (ultérieurement États fédérés) de la Bahia et du Sergipe.

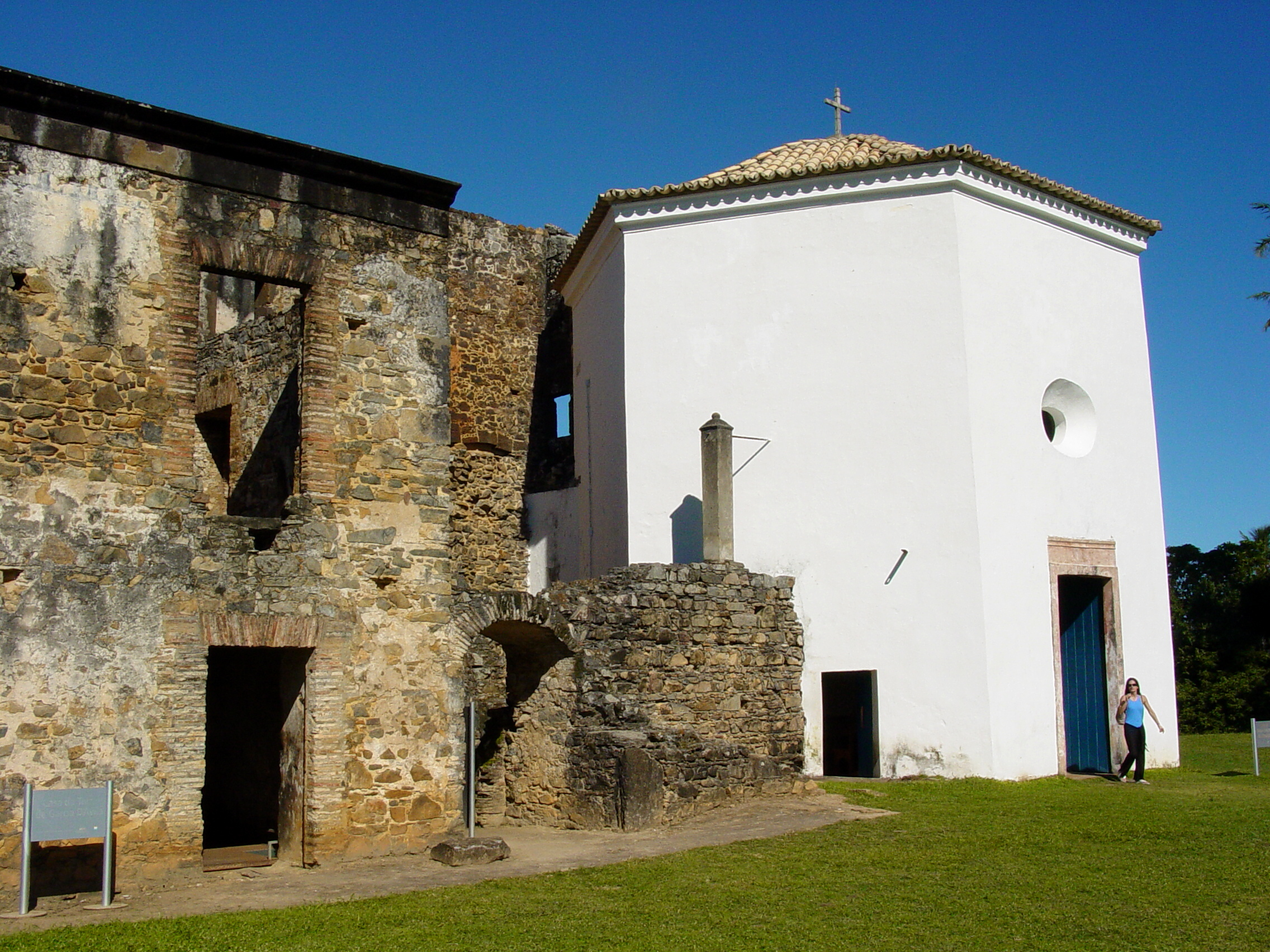
Le château des Garcia d’Ávila à Mata de São João. Les Garcia d’Ávila étaient les plus gros propriétaires terriens du Brésil aux.

Cícero Dantas appartenait à la 6e génération d’un clan établi de longue date dans le sertão bahianais ; sa famille en effet, qui remontait aux Gonçalves Leite, originaires du nord du Portugal, était arrivée au Brésil dans la 1re moitié du XVIIIe siècle, où elle obtint des sesmarias dans le sertão de Tiuiu (dénomination tombée en désuétude aujourd’hui), étendue alors intégrée au territoire d’Itapicuru de Cima, ressortissant lui-même à la municipalité de Tucano, dans le nord-ouest de l’actuel État de la Bahia. La famille d’origine, qui était arrivée au Brésil avec ses enfants déjà nés — à savoir deux filles, dont Leandra Sancha Leite de Souza, trisaïeule de Cícero Dantas Martins —, ainsi que ses générations successives, s’adonna à l’élevage et à la plantation du coton, du manioc, et surtout de la canne à sucre. Leandra Sancha épousera le sous-lieutenant, ultérieurement capitaine, Baltazar dos Reis Porto, Portugais originaire de Porto, qui entrera ainsi en possession des sesmarias de la famille Gonçalves Leite situées dans le sertão de Tiutiu, prise de possession dûment confirmée par acte officiel en juillet 1749.
Baltazar dos Reis Porto, en plus d’être militaire, était depuis fort longtemps lié à la famille Ávila, exerçant en effet depuis de longues années la charge d’intendant pour la maison Da Torre, qui était aux XVIe et XVIIe siècles le plus grand latifundiaire du Brésil, propriétaire du domaine dit des D’Ávila. En octobre 1754, il résolut d’acheter à la veuve de Garcia d’Ávila Pereira, descendant de 5e génération, peu après la mort de celui-ci, le domaine de Camuciatá, dans l’actuelle municipalité d’Itapicuru, puis s’y fixa et y fit édifier un moulin à sucre. Il fut le second, sinon le premier, de la famille à se lancer dans l’industrie sucrière, laquelle, si elle constituait l’activité économique de base dans le Brésil des XVIe et XVIIe siècles, se trouvait alors (dans la 2e moitié du XVIIIe) déjà dans une phase de déclin au Brésil, ce pays ayant à ce moment en effet cessé d’être le plus grand producteur de sucre au monde, par suite de la concurrence des Hollandais, lesquels, chassés du Pernambouc, s’étaient réinstallés aux Antilles, où la productivité, comparée au Brésil, allait presque du simple au triple. Mais Baltazar dos Reis Porto eut soin de développer en outre une série d’autres activités lucratives : exploitation forestière, plantations de tabac, poterie, élevage. Il engagea de lourds investissements dans l’aménagement de la propriété, notamment dans la construction d’un moulin à sucre — impressionnant ensemble de bâtiments comprenant, outre les ateliers de production : un grand corps de logis, de style néoclassique, à étage, mélange de forteresse, d’hôpital et de bureau ; des logements pour les esclaves ; et une chapelle, placée sous le vocable de saint Antoine. Ses quatre enfants, dont l’aîné, Inácio, bisaïeul de Cícero Dantas, se retrouvèrent donc, à sa mort, économiquement fort bien nantis.

### Le bisaïeul: Inácio dos Reis Leite
Inácio dos Reis Leite, habilité par acte de juillet 1752 à rester sesmeiro à Tiuiu, s’impliqua aussi dans la vie sociale et politique d’Itapicuru. Cette localité, à l’origine mission franciscaine, dotée d’une chapelle en 1648 et élevée au rang de paroisse (freguesia) en 1698, sous le nom de Nossa Senhora de Nazaré do Itapicuru de Cima, s’estima, compte tenu de l’accroissement de son nombre d’habitants, fondée à solliciter le statut de bourg (vila), demande à laquelle accéda le vice-roi du Brésil, le comte de Sabugosa, en avril 1728. À l’époque coloniale, la fonction des vilas était de servir de point de contact entre l’administration portugaise et le pouvoir local des seigneurs, en plus d’assumer la fonction sociale de lier entre eux les résidents des fazendas et les propriétaires des moulins à sucre (engenhos). Inácio dos Reis Leite fut ainsi appelé à exercer les charges publiques d’échevin (adjoint au maire, en port. vereador) et d’estimateur public. En tant que membre de l’élite coloniale, il put bénéficier de la politique royale, non seulement par les donations de sesmaria, mais aussi par les rôles dirigeants qui lui furent dévolus dans les organes politiques locaux, lesquels étaient (à l’instar du Portugal) la mairie et la Chambre municipale. Le maire en effet était nommé par la capitainerie, dont en retour il était le subordonné, tandis que la Chambre, élective, organe le plus important de l’administration, était intégrée elle aussi dans l’administration générale, en ce sens qu’elle était subordonnée au gouverneur, et donc instrument exécuteur des décisions de celui-ci. Le gouvernement local, qui se composait de deux juges ordinaires, de trois échevins, d’un greffier, d’un procureur (procurador) et de deux almotacés (fonctionnaire chargé de contrôler les poids et mesures, ainsi que l’hygiène et la qualité des produits vendus sur place), était élu annuellement, par scrutin indirect ; n’était admis à prendre part au vote que le peuple qualifié, les hommes de qualité ; pour figurer dans la liste électorale, la condition principale était d’être propriétaire foncier et détenteur d’esclaves. La répression de la petite délinquance (vols, petites agressions et offenses), l'entretien de la voirie, la fixation des impôts municipaux (à acquitter par les commerçants et artisans), relevaient des attributions du conseil d’échevins. À Inácio dos Reis Leite, qui se présentait aux élections chaque année, échut également de remplir à Itapicuru la fonction d’avaliador (litt. estimateur public), ample fonction englobant les attributions d’un juge des affaires civiles chargé de l’exécution des testaments, de l’administration des biens des décédés, des absents et des orphelins, ainsi que celles de procureur, d’estimateur, de greffier du Trésor, tout cela contre émoluments.
Inácio dos Reis Leite épousa Maria Francisca de Souza Dantas, fille de propriétaires de fazenda, de qui il eut sept enfants, dont João d’Antas dos Reis Portátil, né en 1773, grand-père de Cícero Dantas. Inácio dos Reis Leite mourut avant 1832, dans son domaine de Camuciatá.

### Le grand-père: João Dantas dos Reis Portátil
Dès le jeune âge, João Dantas se voua aux activités agricole, pastorale et industrielle (sucre, eau-de-vie), d’abord comme auxiliaire de son père, puis comme héritier et propriétaire du domaine Camuciatá. Il agrandit le domaine en achetant, à des parents voisins ou à des étrangers, des parcelles limitrophes, et y fit construire un nouveau moulin, ainsi qu’un alambic de cuivre. Il ne cessa par ailleurs de pratiquer parallèlement l’élevage. Cette dernière activité avait fait figure, au XVIIe siècle au Brésil, et dans le Recôncavo en particulier, de simple annexe à la production sucrière, les enclos se situant alors à proximité des plantations de canne ; peu à peu, avec l’augmentation du peuplement, l’élevage n’était plus destiné qu’à remplir les besoins des moulins à sucre, et cet antagonisme entre agriculture et élevage aboutira finalement à ce que ce dernier sera déplacé du littoral vers les sertões de l’intérieur, loin des étendues cultivées. Au milieu du XVIIIe, l’élevage s’était ainsi établi dans les arrière-pays semi-arides de la Bahia, dans de grandes propriétés foncières, les zones d’élevage bahianaises tendant à se concentrer le long du río San Francisco, du rio das Velhas, du rio das Rãs, et des fleuves Verde, Paramirim, Jacuípe et Itapicuru.
À l’instar de son père, João Dantas se fit un devoir d’assumer des fonctions publiques. Ainsi se mit-il au service du gouvernement colonial en se chargeant, directement ou à titre de mandataire, de la perception des dîmes royales, parcourant les freguesias d’Água Fria, de Camisão, d’Itapicuru, d’Inhambupe, de Jacobina, de Jeremoabo, de Monte Santo, d’Ouriçangas, de Pambu et de Tucano. Le titre de percepteur était auréolé de prestige et la collecte d’impôts faisait l’objet d’un monopole, détenu par un ensemble d’individus dominant la politique. Les impôts étaient levés en vente publique, les percepteurs-commissaires, souvent des échevins, versant ensuite les sommes ainsi perçues à la municipalité, en quatre versements annuels. Les produits les plus lucratifs à cet égard étaient le bétail (bovins, mules, équidés, lapins), les cuirs et les peaux, le pétrole lampant et la poudre à canon. Cependant, des conflits ne manquaient jamais de survenir entre les percepteurs et les parties imposables, et João Dantas n’y faisait pas exception ; à certaine occasion, en 1813, alors qu’il passait la nuit à Jeremoabo, il fut « fourbement maltraité d’un tir de carabine, qui manqua de lui ôter la vie, ce qui le légitima, au regard de la disposition du 27 avril de 1814, à user de ses armes, lui et ses deux hommes d’escorte ». L’auteur du coup de feu était Luís de Almeida, parent de João Dantas.
En plus de celle de percepteur, João Dantas occupa d’autres fonctions publiques à Itapicurú, y compris celles de juge ordinaire et de juge des tutelles (juiz de órfãos, litt. juge des orphelins), fonctions d’une grande importance politique et sociale, car faisant partie intégrante de l’administration judiciaire brésilienne dès les débuts de la colonisation.
Il épousa en 1795 Francisca Xavier de Souza Dantas, sa cousine au deuxième degré et nièce des sœurs Joana Vitória de Souza Leite et de Maria Vitória de Souza, respectivement première et seconde épouse du susmentionné Luís de Almeida. Elle lui donna huit enfants.
Les fils de famille appartenant à la noblesse rurale jouissaient de certains privilèges dans la carrière des armes, leur permettant d’acquérir aisément les grades supérieurs de colonel et de lieutenant-colonel dans la hiérarchie de la milice, ou le pompeux titre de capitaine-major d’ordonnance (en port. Capitão-mor de Ordenanças), avec à la clef le commandement de la force de troisième ligne d’un district ; en revanche, dans les troupes de première ligne, le privilège se limitait à un statut de soldat noble, les faveurs allant ici d’abord aux cadets. En règle générale, c’est pour la première des possibilités qu’avaient coutume d’opter João Dantas et ses descendants. Le premier fut capitaine d’ordonnance d’Itapicurú, sergent-major et capitaine-major, par patente du 20 septembre 1816, confirmée en janvier 1825, et son fils João Dantas dos Reis Portátil Júnior, père de Cícero Dantas, fut lieutenant-colonel du régiment de cavalerie de milice d’Itapicurú, en vertu d’une patente confirmée par décret de février 1824. Du reste, plusieurs parents de João Dantas occupaient des charges dans des corps militaires. Il est à signaler qu’en ce temps-là, des corps auxiliaires, notamment des régiments de milices et d’ordonnances, contribuaient à la défense des territoires bahianais ; ces corps, établis moyennant l’aval des autorités, étaient placés sous le commandement direct des classes privilégiées, à qui il incombait d’en assurer l’entretien. Être officier de milices représentait souvent le premier pas en vue d’obtenir l’anoblissement et ouvrait la voie à ce que les fils pussent servir par la suite comme cadets dans les forces armées régulières. João Dantas quant à lui brûla les étapes, en dépit de ce qu’il n’eût jamais fait partie d’aucun corps de milices auparavant, et monta bientôt au grade de capitaine-major. C’était là, dans les bourgs de campagne, l’autorité la plus élevée, chargée d’inspecter les troupes et les armes, d’assurer le bon fonctionnement des instances civiles, tant financières que judiciaires, et aussi de dresser les listes des citoyens aptes à être recrutés dans la troupe régulière ou dans les milices. Les hauts gradés des milices étaient choisis dans les familles fortunées de chaque localité respective, parmi les détenteurs de bétail bovin et parmi les propriétaires importants de plantations de canne. Les capitaines-majors, désignés par les chambres municipales, devaient obligatoirement être confirmés par le roi, par la voie de lettres patentes, ce qui renforçait le prestige de la fonction.
En 1821, année au cours de laquelle s’intensifièrent dans la Bahia les mouvements en faveur de l’indépendance du Brésil, João Dantas était déjà capitaine-major. Gagné par le sentiment patriotique, il ne put, comme beaucoup de Bahianais, accepter la nomination du brigadier Inácio Luís Madeira de Melo à la tête des forces armées de la Bahia. En février 1822, les officiers quittèrent le fort Saint-Pierre (forte de São Pedro) à Salvador pour organiser une guérilla dans les forêts s’étendant de Brotas de Macaúbas à Fazenda Garcia. En juin, les Bahianais vinrent se joindre à eux à Cachoeira, donnant le signal de la guerre d’indépendance. João Dantas, qui avait immédiatement adhéré au mouvement d’émancipation du Brésil, eut une part active dans tous les événements qui amenèrent au conflit ouvert entre Brésiliens et Portugais, obtenant entre autres qu’Itapicurú s’engageât dans la campagne, jusqu’à l’acclamation dans cette ville, en juillet de la même année, de Pedro I Défenseur perpétuel et constitutionnel du Brésil. En conséquence de cette attitude, il fut élu, au titre de représentant d’Itapicurú, membre du premier comité conciliateur, lequel se mua bientôt en gouvernement à la suite de l’adhésion des autres villes et bourgs du Recôncavo et du sertão. Son enthousiasme pour la cause indépendantiste porta João Dantas, selon une pratique courante pendant l’année précédant l’indépendance, à adopter le nom de João d’Antas dos Imperiais Itapicurú. La plupart de ces noms furent dans la suite abandonnés par les familles, et les enfants du capitaine-major n’agirent pas autrement.
La lutte entre-temps avait pris des allures de guerre, requérant la mise en place de quartiers généraux, l’élaboration de stratégies militaires, la mise sur pied de bataillons de cavalerie, de gardes civiques, de corps de milice, etc. João Dantas, invité à s’engager dans le combat, entreprit d’organiser et de commander la garde civique à Cachoeira, fit mouvement vers Pirajá à la tête du bataillon de cavalerie, composé de 500 hommes, mais dut ensuite s’éloigner du champ de bataille pour cause de maladie. Parallèlement aux combats dans la Bahia, le grand-père de Cícero Dantas intervint également dans la province de Sergipe voisine, encore hostile à la cause de l’indépendance ; ayant, conjointement avec ses fils Inácio, José et João Dantas Júnior (père de Cícero Dantas), et d’autres parents et patriotes, organisé un contingent de 2 000 hommes, il entama, sur instruction du Conseil de la province et du général français Pierre Labatut, commandant en chef des insurgés, une marche sur cette province et fit acclamer Don Pedro par les patriotes sergipiens dans les municipalités de Campos, Lagarto, Santo Luzia, Estancia, São Cristovão et ailleurs.
L’empereur Pierre Ier, en signe de reconnaissance de la lutte des Bahianais pour l’indépendance, décerna une série de récompenses, d’insignes honorifiques et de bénéfices aux combattants de la guerre et visita la Bahia en février et mars 1826. Le capitaine-major Dantas fut admis dans l’ordre de Notre-Seigneur-Jésus-Christ, et décoré en octobre 1823 officier de l’Ordre impérial de la Croix. De même, les trois fils de João Dantas qui s’étaient engagés furent récompensés d’ordres honorifiques ; João Dantas Júnior, par exemple, reçut en octobre 1823 le grade de chevalier de l’Ordre de la Croix, puis en avril 1824 se vit décerner le titre de chevalier du Hábito de Cristo.
João Dantas dos Imperiais Itapicurú passa le dernier quart de sa vie exerçant ses fonctions de capitaine-major et de juge ordinaire et des tutelles à Itapicurú. Par un long et minutieux testament, il légua une partie de ses biens aux églises du sertão, et laissa à sa femme et à ses six enfants encore en vie (deux étaient morts mineurs d’âge) une considérable fortune.

### Le père: João Dantas Júnior
João Dantas dos Reis Portátil Júnior, cinquième enfant du capitaine-major João Dantas dos Reis Portátil et père de Cícero Dantas, naquit dans la propriété de Camuciatá en juillet 1802, et fut donc un représentant de la troisième génération en ligne directe à naître sur le domaine. Conformément aux traditions familiales, il suivit les cours du séminaire archiépiscopal de Salvador, dont les élèves étaient issus des couches moyennes de la société bahianaise, et où il bénéficia d’une solide formation humaniste et religieuse, notamment en langue française, rhétorique, philosophie rationnelle, histoire de l’Église, théologie dogmatique et morale, composant une socle culturel que João Dantas Júnior maintiendra toute sa vie durant. Sans doute poussé par les circonstances politiques du moment, il quitta prématurément le séminaire et s’en revint à Camuciatá. Sous l’impulsion de son père, lequel s’était fortement engagé dans le combat pour l’indépendance, il s’impliqua lui aussi dans la lutte. En février 1824, il fut nommé par le général Labatut lieutenant-colonel du régiment de cavalerie de milices d’Itapicuru.
Après l’indépendance, João Dantas Júnior devint échevin (vereador) pour la période 1829-1832, présidant le collège des échevins. Il entama sa carrière politique au moment où la structure du nouvel État brésilien subissait une profonde restructuration. En effet, la loi du 20 octobre 1823, portant transformation des anciennes capitaineries en provinces, institua la fonction de président de province, tout en gardant la municipalité (município) comme échelon de base de l’administration. Cette mutation politique et administrative dénotait en fait la détermination du nouvel État à avoir la haute main sur toutes les activités de la vie publique brésilienne. Ainsi l’institution du gouvernement provincial fut-elle remaniée de sorte à amenuiser le pouvoir des municípios, démarche renforcée encore par une loi promulguée en 1828 restreignant davantage encore les compétences municipales. Chaque ville comptait désormais neuf vereadores (ou sept, pour les villes de moindre importance), élus pour une période de quatre ans, étant entendu que le pouvoir des chambres municipales serait désormais de nature purement administrative. Toutes les réglementations municipales, qui avaient d’ordinaire trait au maintien de l’ordre et à des questions sanitaires, devaient être sanctionnées par les Conseils généraux des provinces, lesquels étaient habilités à les amender, voire à les révoquer ; ainsi p.ex. pour vendre, louer ou changer la destination de biens immobiliers de la municipalité, les chambres devaient en référer d’abord au président de province. João Dantas Júnior certes réussit, pour certains aspects, à contourner la législation et à y ouvrir quelques brèches pour pouvoir prendre ses propres décisions.
Toujours dans la sphère du pouvoir municipal et local, João Dantas remplit deux autres fonctions importantes : celle de juge de paix et celle de colonel de la Garde nationale. La première de ces fonctions s’inscrivait dans la nouvelle structure du pouvoir judiciaire telle que prévue par la constitution de 1824. Chaque circonscription judiciaire disposait de ses juges municipaux, de ses juges de tutelle (juizes de órfãos) et de procureurs nommés par le gouvernement, et chaque paroisse élisait son juge de paix. Avec l’élection de ces magistrats, concomitante avec celle des conseillers municipaux, la justice restait jusqu’à 1841 dans une large mesure aux mains de magistrats issus du choix populaire, qui acquéraient ainsi un pouvoir supérieur à celui des conseillers municipaux. Ceux-ci en contrepartie étaient choisis parmi la notabilité locale, laquelle par ce biais s’assurait en retour un contrôle sur l’appareil judiciaire.
En 1841, année de la réforme du Code pénal, le juge de paix João Dantas perdit une partie de son pouvoir. L’administration provinciale, soucieuse de centraliser le pouvoir, retira aux juges de paix une grande partie de leurs prérogatives, en particulier certains pouvoirs discrétionnaires, comme la nomination des chefs de police et de leurs subordonnés, quasi réduisant leur fonction à des tâches de greffier.
En 1840, il fut nommé colonel en chef de la 2e légion de la Garde nationale d’Itapicurú, et fut en 1869 promu colonel commandant en chef des arrondissements de Jeremoabo et Monte Santo. La Garde nationale, créée en août 1831, recrutait « tous les bons citoyes » libres âgés de dix-huit à soixante ans, dont les rentes dépassaient un certain montant, assez élevé, ce dont on peut inférer le caractère élitiste de ce corps. À la différence des milices, elle n’était pas destinée à assurer la défense territoriale, qui était du ressort exclusif de l’armée brésilienne, mais était seulement responsable du maintien de l’ordre public, de la capture et de la détention des délinquants, de la répression de toute révolte armée et de la chasse aux esclaves fugitifs, et était chargée d’escorter les transports de fonds publics et de denrées alimentaires. C’était au titre de ces dernières responsabilités que le colonel João Dantas, sous la seconde administration du vicomte de São Lourenço, se porta au secours des victimes de la sécheresse, leur fournissant, à ses propres frais, argent, vivres et vêtements. Cependant, la Garde nationale perdit de son importance, au fur et à mesure que les structures administratives de l’Empire allaient se renforçant. En 1873, soit l’année suivant la mort du colonel Dantas, la Garde nationale fut dépouillée de ses compétences policières. À l’intérieur des terres toutefois, les chefs locaux, presque invariablement des propriétaires fonciers, et leur clientèle continuèrent de leur côté à dicter les lois. Le prestige et l’influence des tout-puissants coronéis, ainsi qu’on continua de les appeler, ne s’en trouvèrent donc guère altérés, même après la suppression des postes de la Garde nationale, et pour longtemps encore le coronélisme marqua de son empreinte la politique régionale.
João Dantas Júnior, déjà veuf, s’éteignit dans le domaine de Camuciatá en août 1872, des suites de son diabète.

### La mère: Mariana Francisca da Silveira
Les parents de Cícero Dantas s’étaient rencontrés à l’époque des luttes pour l’indépendance, lors des déplacements des Dantas vers le bourg de Jeremoabo, dans les années 1822/23.
La mère était la fille de João Martins Fontes et d’Ana Francisca da Silveira et petite-fille du capitaine-major d’ordonnance António Martins Fontes, descendant direct du fondateur de la famille Fontes au Sergipe, Gaspar Fontes, qui avait obtenu une sesmaria en 1601 en bordure du rio Vaza-Barris. João Martins Fontes, né en 1762, exerça à plusieurs reprises à partir de 1801 la fonction de juge ordinaire et fut président de la chambre municipale de Lagarto et de São Cristovão, dans le Sergipe. Son grand idéal était de pouvoir acclamer le prince régent dans la Sergipe.
En ce temps-là, Mariana était déjà mariée à Francisco Felix de Carvalho, capitaine-major commandant de la brigade de Jeremoabo et maître de la fazenda Caritá. Une fois achevée la pacification des villes du Sergipe, Felix de Carvalho s’en retourna à sa fazenda Caritá, où il mourut entre 1823 et 1828. Passée la période de deuil, Mariana choisit parmi plusieurs prétendants le colonel João Dantas de Camuciatá, fils du vieil ami de son père ; le mariage des parents de Cícero Dantas fut célébré en 1829.

## Jeunes années et éducation
Cícero Dantas vint au monde en 1838, comme sixième enfant du couple, dans la fazenda Caritá, sise dans la freguesia et municipalité de São João Batista de Jeremoabo, dans le nord-est de la Bahia, aux confins du Sergipe.
L'émergence de cette freguesia, qui ne comptait alors que 300 foyers et 2 000 âmes, s’inscrit dans le processus de peuplement du rio São Francisco et des étendues adjacentes, en cours depuis la deuxième moitié du XVIIe siècle. La localité voit le jour en 1679, sous la forme d’une chapelle dépendant de la paroisse Notre-Dame-de-Nazareth d’Itapicurú, et se situait au milieu des terres (et donc sous la tutelle) de la maison da Torre.
Cícero Dantas Martins passa son enfance dans la zone semi-aride du sertão bahianais, sur les bords du Vaza-Barris, où se trouvait la fazenda Caritá. Cícero et ses frères et sœurs grandirent en accord avec les coutumes d’alors, dans une atmosphère d’austérité et de respectabilité, et dans un milieu dépourvu de toute distraction pour les jeunes. La fratrie obéissait aux consignes paternelles sans jamais songer à les mettre en cause, et la vie s’écoulait dans une monotonie absolue. Il y avait entre le cadet et l’aîné des enfants 15 ans d’écart. Le père João Dantas porta les plus grands soins à l’éducation de ses enfants, en s’efforçant de les tenir à distance de toute mondanité. Les fillettes en particulier, à l’issue des heures d’études, effectuées à domicile, passèrent le temps aux traditionnels travaux d’aiguille, crochet et confection de dentelles, toujours assistées d’esclaves de confiance, devenant fort versées en ouvrages de broderie et de dentelle. Le père, qui sans doute réservait une des pièces de la maison pour servir de salle de classe à ses huit enfants, s’était assuré les services d’un précepteur, qui venait enseigner chaque avant-midi.
Sa sœur Francisca, comme cela était très commun à cette époque, épousa un sien cousin, Fiel José de Carvalho e Oliveira, médecin de son état, s’occupant de politique dans la Bahia et le Sergipe, et inspecteur des douanes à Salvador.
À un certain moment, le père, âgé déjà, désira que Cícero Dantas et son frère Benício, qui étaient les plus proches en âge, pussent élargir leurs connaissances et les envoya à la ville d’Estância dans le Sergipe, région natale des ancêtres de sa mère, laquelle du reste était alors déjà décédée. Quoiqu’il existât à cette époque les dénommés professores régios (professeurs royaux), financés par le trésor royal, Cícero et Benício furent placés sous les soins du vicaire local, le père Raimundo, un de ces enseignants, prêtres séculiers ou laïcs, qui avaient pris le relais des jésuites et s’étaient chargés de l’alphabétisation des enfants au temps de la colonisation et sous l’Empire. Cette étape accomplie, le jeune étudiant, ayant aux alentours de quinze ans, se transporta vers la ville de Salvador, parcourant à dos de mule pas moins de 75 lieues, soit un voyage de 3 à 4 jours.
Pour la poursuite des études de son fils dans la capitale de la province, le père fixa son choix sur un des établissements privés d’enseignement qui, au nombre de dix environ à ce moment, étaient autorisés à dispenser des cours dès avant la permission formelle octroyée en 1881. Dans cette école catholique, le collège Saint-Vincent-de-Paul fondé en 1852, il fut initié aux lettres, au grec, à la philosophie, au latin, à la rhétorique, à la géographie, au français, à l’anglais et à la géométrie. Il lui en resta un goût durable pour la lecture, à telle enseigne qu’il arrivera à posséder quelques années plus tard, dans son manoir de Camuciatá, deux ou trois centaines de volumes, comprenant des œuvres des littératures française, anglaise, portugaise et brésilienne, en plus d’ouvrages spécialisés d’histoire naturelle, de chimie et physique, d’ouvrages religieux d’auteurs catholiques, des dictionnaires, etc.
C’est probablement lors de vacances scolaires, en milieu d’année, que Cícero, revenu à Jeremoabo au sein de sa famille, reçut le sacrement de la confirmation par les soins d’un missionnaire capucin. En plus de diriger les villages indiens, les capucins accomplissaient des missions itinérantes, parcourant les freguesias des arrière-pays pour « préparer le peuple à la pénitence, l’instruire dans le catholicisme, le conduire dans le catéchisme, l’amener au baptême, à la pratique de la vertu et du bien, au Royaume de Dieu ». D’autre part, ce capucin apposa au prénom Cícero celui de Cornélio, ne pouvant admettre en effet que dans une famille catholique il y eût quelqu’un portant le nom de l’accusateur de Catilina, qui était païen. Le jeune étudiant adopta ainsi le nom de Cornélio Cícero Dantas Martins et le garda jusqu’à ce qu’il obtînt le titre de licencié (bacharel) en sciences sociales et juridiques, en 1859.

## Formation universitaire
En 1855, à l’âge de 17 ans, il remplissait déjà toutes les conditions d’accès aux facultés de droit brésiliennes, conditions fixées par une loi d’août 1827 portant création des écoles de droit au Brésil, Cícero Dantas ayant en effet réussi ses épreuves de langue française, de grammaire latine, de rhétorique, de philosophie rationnelle et morale, et de géométrie.
Il fut inscrit à la faculté de droit de Recife, qui venait d’être transférée de la ville d’Olinda vers Recife. Un décret d’avril 1854 avait conféré de nouveaux statuts à l’enseignement du droit, en l’organisant désormais sous la forme de facultés de droit. Pour les assister, lui et ses frères, son père, conformément à la coutume de l’époque, les fit accompagner pendant leur séjour à Recife par un de ses domestiques, Paulo, pour qui les frères avaient une affection particulière.
Le président de la faculté de droit était alors le docteur Pedro Francisco de Paula Cavalcanti, baron puis vicomte de Camaragibe, qui, nommé à ce poste en novembre 1854, allait exercer cette charge tout au long des études de Cícero Dantas. Dans le premier cursus étaient enseignés le droit naturel, le droit public universel et l’analyse de la constitution de l’Empire ; dans le second, le droit canonique. Il venait alors de paraître, en 1855, Compêndio de Teoria e Prática do Processo Civil Comparado com o Comercial, de Francisco de Paula Batista, ouvrage qui fait figure d’innovation pour l’étude du droit au Brésil, compte tenu notamment que les conceptions juridiques plus critiques ne devaient pas surgir avant la décennie 1860-70, sous l’impulsion de Tobias Barreto. Cependant, pendant les années d’études de Cícero Dantas, des juristes comme Álvaro Barbalho, Aristides Lobo, Pedro de Calasans, Franklin Dórea, Francisco Manuel Paraizo Cavalcante, José Pires de Carvalho e Albuquerque, Antônio Ferreira Velôso et d’autres s’appliquaient déjà à enseigner un droit naturel moins subordonné au théologisme ; un courant d’idées faisait alors son chemin qui voyait le droit comme création de l’Homme, se perfectionnant au fur et à mesure du développement de la civilisation, à rebours donc de ce que professaient les penseurs du droit naturel, qui se le figuraient essentiellement comme étant d’inspiration divine.
Cícero Dantas s’apprêtait ainsi à devenir le premier licencié en droit (bacharel) de la famille ; son frère aîné ne le devint pas, et lorsque son propre père avait eu atteint l’âge des études universitaires, le Brésil ne possédait pas encore de faculté de droit.
Il y eut durant les études universitaires de Cícero Dantas une modification assez profonde du contexte politique. En 1847 fut promulguée une nouvelle loi électorale et créée la fonction de premier ministre. Ces mesures contribuèrent à installer un certain équilibre entre libéraux et conservateurs, en permettant une alternance dans l’exercice du pouvoir. Cependant, la chute en 1847 du cabinet libéral présidé par Manuel Alves Branco fut le point de départ d’une nouvelle période, qui se prolongea pendant 14 ans et dans laquelle s’inscrit notamment l’intervalle politique dit conciliação, au cours duquel les deux principaux partis, le conservateur et le libéral, s’entendirent au parlement en se partageant le pouvoir sous la houlette du marquis de Paraná. De 1853 à 1856, le ministère de la Conciliation, ainsi qu’il vint à être appelé, s’attacha à ne pas alimenter les anciennes querelles partidaires, en veillant à écarter les voix les plus exaltées. Ce contexte politique plus apaisé régnant dans la décennie 1849-1859, qui permit au régime monarchique de se consolider, incita les jeunes universitaires à s’éloigner quelque peu de la politique, et contribua à ce qu’ils se vouassent davantage au monde des idées, à la littérature, voire au romantisme sentimental. Pour le reste, la ville de Recife n’avait que peu de distractions à offrir ; les loisirs de Cícero Dantas consistaient en la lecture de revues, de journaux à l’existence souvent éphémère, de livres de vers.
Le 16 décembre 1859, en même temps que 80 condisciples, dont 13 Bahianais, Cícero Dantas acheva ses études et obtint la nouvelle licence en droit. À son retour dans la terre natale, le sertão était en fête : un sertanejo élevé au rang de doutor (docteur) était en effet d’une occurrence rare.

## Débuts dans la vie publique

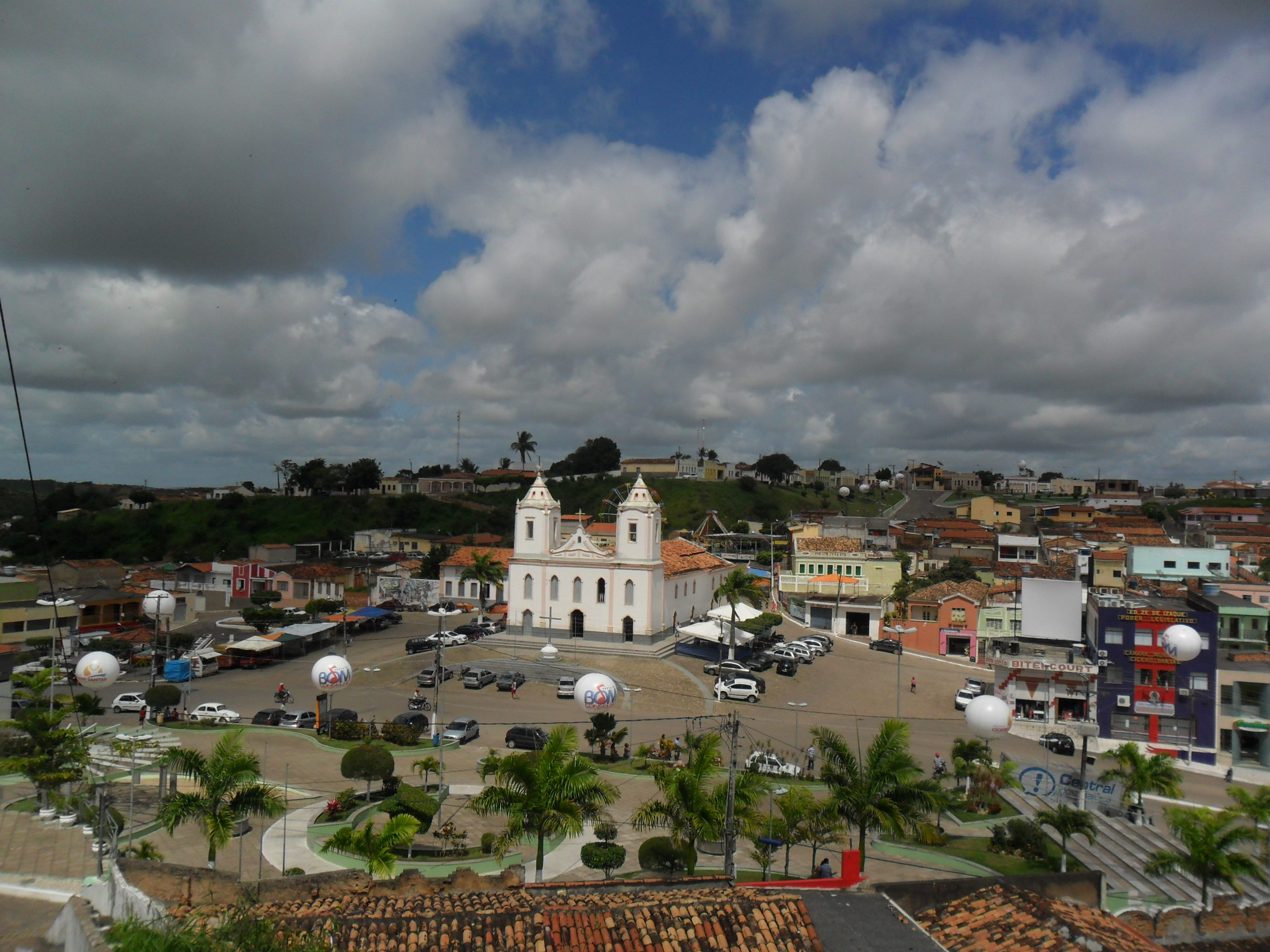
Le bourg campagnard de Bom Conselho, résidence de prédilection de Cícero Dantas. Au centre, lIgreja Matriz, où reposent les restes du baron.

Le pouvoir politique et le prestige social de la famille Dantas ne se limitait pas aux seules localités d’Itapicurú et de Jeremoabo, mais s’étendait sur la quasi-totalité des chapellenies, paroisses et bourgs de l’arrière-pays bahianais. Cícero Dantas cependant affectionnait particulièrement l’étendue de terres où, en juillet 1812, le missionnaire capucin Apolônio de Todi avait fait ériger une chapelle en hommage à Notre-Dame-de-Bon-Conseil (en port. Nossa Senhora do Bom Conselho) et qui en 1817 fut élevée au statut de freguesia, après avoir été séparée pour partie d’avec la paroisse de Jeremoabo et pour partie d’avec celle d’Itapicurú. Son grand-père, le capitaine-major João Dantas dos Imperiais, y avait déjà mis pied dès le début du XIXe siècle, comme l'atteste le fait que le dernier enregistrement cadastral de la maison Da Torre, daté d’octobre 1815, mentionnait parmi les métayers des D’Ávila le nom de João Dantas, avec les fazendas respectives. Avant 1832 déjà, le capitaine-major João Dantas avait resserré encore les liens de sa famille avec la freguesia de Bom Conselho (rebaptisé depuis Cícero Dantas) en acquérant de la décadente Casa da Torre les terrains qui composaient ladite freguesia. Outre ces terres, le grand-père de Cícero Dantas, tirant parti de la mégestion des terres mises en fermage par les seigneurs Da Torre et de la progressive perte de contrôle de ceux-ci sur les étendues concernées, sut acquérir des fermes, des fazendas, de vastes extensions de terre, qui firent de lui et de ses descendants les successeurs des Garcia d’Ávila dans le sertão.
C’est dans cet environnement, faisant le va-et-vient entre Jeremoabo, Bom Conselho et Itapicurú, que le licencié en droit Cícero Dantas s’employa à consolider ses premières amitiés, dont quelques-unes lui étaient venues par son père. C’est là aussi que, suivant l'exemple de son père, de son grand-père et de son bisaïeul, verra le jour l’homme politique Cícero Dantas Martins.
Plusieurs licenciés en droit de sa génération, à peine eurent-ils quitté les bancs de la faculté, qu’ils faisaient leur entrée dans les assemblées provinciales et nationales (« générales »). Encore étudiant, Cícero Dantas fut élu suppléant d’un député provincial dans la Bahia, pour la 10e circonscription, pendant la législature 1860-1861, et alla occuper, le 3 août de cette dernière année, le siège de son beau-frère Fiel de Carvalho, élu député général pour le Sergipe ; il n’exerça ainsi aucune fonction durable dans la magistrature, le passage par celle-ci faisant office, pour les licenciés en droit, d’une sorte de stage préparatoire à l’entrée en politique — les licenciés passant de procureur à juge, puis de juge à député, et ainsi de suite.
Cícero Dantas entra en politique à la fin de l’époque que l’historiographie brésilienne désigne par Tempo Saquarema, d’après le surnom donné aux conservateurs. Il s’agit non seulement d’une période qui fut marquée par une prédominance temporelle des cabinets ministériels conservateurs au pouvoir (18 ans) relativement à ceux libéraux (5 ans), mais encore d’une période où, idéologiquement, le projet de construction et de consolidation de l’État impérial suivait une voie conservatrice, au sens du maintien interne des privilèges coloniaux et de la mise en place d’une classe seigneuriale appelée à représenter ledit État. L’historien Imar Rohloff de Mattos souligne qu’« un sentiment aristocratique — synthèse de la vision sur la politique et la société prévalant à cette époque —exprimait un fond historique forgé par la colonisation, que les forces qui avaient joué un rôle prédominant dans le processus d’émancipation politique (vis-à-vis du Portugal, NdT) ne se proposaient pas de modifier : le caractère colonial et esclavagiste de cette société ». En réalité, il n’y avait pas, sous ce rapport, de différences essentielles entre les deux partis, puisque tous deux, conservateurs et libéraux, étaient également conservateurs et conjuguaient leurs efforts pour empêcher toute participation du peuple à la prise de décision politique ; l’aristocratie rurale, de toute manière, était porteuse d’une politique antidémocratique et antipopulaire.
Le père de Cícero Dantas, João Dantas, ses oncles José, Inácio et Maurício, engagés dans le projet saquarema de construction et de préservation de l’ordre établi et du statu quo, se maintinrent unis pendant quelque temps dans le but politique de faire obstacle aux diverses rébellions à tendance libérale et de sauvegarder la hiérarchisation socio-politique et économique existante.
La politique dite de conciliation adoptée par le marquis de Paraná, qui se prolongea jusqu’à 1857, donna suffisamment de latitude aux frères Dantas pour se maintenir unis, même si ce ne fut pas jusqu’à la fin de la période. Cependant, un projet de réforme administrative et électorale du marquis de Paraná visait à ce que dorénavant la représentation politique provinciale et nationale fût déterminée à l’échelon des villes et bourgs de l’intérieur, ce qui revenait à évincer les politiciens de projection nationale pour leur substituer des jeunes gens frais émoulus des écoles de droit de São Paulo et de Recife, il est vrai sous l’égide de chefs politiques locaux liés à eux par les liens du sang. Par ce nouveau système électoral par circonscription, le marquis se promettait une meilleure représentation de la réalité politique du pays et escomptait la formation d’une députation authentique, de laquelle seraient choisis à faire partie ceux qui détenaient un prestige légitime.
Pour Cícero Dantas, qui faisait alors ses premiers pas en politique, se faire élire à ce moment requérait plus que jamais l’appui des chefs locaux de son fief (commandant de corps militaire, coronel, juge), en l’occurrence son père et ses oncles. Cependant, l'entrée définitive en politique de Cícero Dantas, qui convoitait un siège à l’assemblée provinciale, se fit à un moment où sa famille se trouvait déjà scindée en deux, par suite de la loi des Circonscriptions (Lei dos Círculos) entrée en vigueur en 1855 et d’un effet désastreux pour la politique locale, attendu que chaque chef local, si petite que fût sa circonscription, était en droit de présenter un candidat. Quand en 1859, avec l’aide de son père, Cícero Dantas commença à se mettre en quête de voix en faveur de sa candidature à un siège à l’assemblée provinciale, il ne pouvait déjà plus compter sur un soutien total de sa parentèle au complet.
Dans l’intervalle entre la première élection disputée par Cícero Dantas en 1859 et la deuxième, en 1861, cette fois pour le parlement national (la Chambre générale, en port. Câmara geral), quelques mutations eurent lieu dans le fonctionnement des institutions et dans le paysage socio-politique du Brésil. Le temps de l’hégémonie saquarema touchait à sa fin. Progressivement, les libéraux avaient acquis l’appui des grands centres urbains d’alors — Rio de Janeiro, São Paulo et Ouro Preto —, lesquels défendaient une politique économique plus ouverte, en opposition à la mentalité saquarema, qui cherchait à préserver l’ancienne structure coloniale et seigneuriale, en porte-à-faux avec un ordre mondial plus progressiste et libéral.
Les élections de 1861 virent l’élection de grands représentants luzias (surnom des libéraux), tels que Teófilo Otoni, membre du groupe des libéraux historiques de la période de la régence (1831-1840). Cette grande victoire des libéraux dans les urnes, qu’avait favorisée l’aspiration à la liberté économique, permit la mise à l’écart du pouvoir des conservateurs radicaux et l’ascension des modérés radicaux auxquels s’associèrent les anciens libéraux, les premiers souhaitant se borner à quelques réformes partielles et les seconds s’appliquant à éviter de possibles révolutions. Les Dantas, qui étaient restés jusque-là, malgré toutes les querelles déclenchées par la loi des Circonscriptions, au sein du même parti, rompirent à présent officiellement et se séparèrent dans des groupes opposés. Le colonel José Dantas, son fils Gualberto, son gendre et neveu le Dr João Dantas et ses neveux Manuel et Maurício Dantas rejoignirent les politiciens nationaux Nabuco, Zacarias, Olinda et Saraiva, lesquels s’étaient éloignés du parti conservateur et avaient fait alliance avec la dénommée Ligue (ou Parti) progressiste, devenant de ce fait des Luzias, tandis que le colonel João Dantas, ses fils João, Cícero et Benício, son gendre Fiel et ses neveux José Inácio et Portátil, demeuraient des Saquaremas.
Cícero Dantas, à cause de ces dissensions familiales, ne parvint pas en 1861 à s’emparer d’un siège à la Chambre des députés généraux. Les fraudes et falsifications électorales, notamment la fabrication d’électeurs fantômes, étaient des pratiques communes tout au long de la période monarchique et ne se limitaient pas à tel ou tel parti. Les années 1860, où le parti conservateur tendait à perdre de ses forces, furent donc difficiles pour Cícero Dantas, qui dut se résigner à subir une enfilade de cabinets libéraux : Zacarias, Olinda, Francisco José Furtado, puis derechef Zacarias.
Néanmoins, Cícero Dantas résolut de relever le défi et en 1863 entra en lice pour un siège de député général, dans le cadre de la 12e législature (1864-1866), pour la 4e circonscription. Comme de juste, il perdit l’élection, au bénéfice de son cousin Manuel Pinto de Souza Dantas, élu conjointement avec José Antônio Saraiva et João Ferreira de Moura. Ne réussissant pas à se faire élire pendant sept ans, vu que son parti se trouvait écarté du pouvoir, Cícero Dantas occupa ses journées à aider son père dans la vie politique locale de Bom Conselho et de Jeremoabo, à vaquer à ses affaires de fils de fazendeiro et à accomplir quelques voyages pour Salvador. C’est vraisemblablement à l’occasion d’un de ces voyages, à Salvador même ou de passage dans le Recôncavo, qu’il fit la connaissance de Mariana da Costa Pinto ; celle-ci appartenait à une grande famille de la région, installée là vers la fin du XVIIIe siècle et dont la figure tutélaire était Antônio da Costa Pinto (son grand-père paternel), le fondateur, originaire de la province portugaise d’Entre-Douro e Minho, venu dans la Bahia, comme nombre d'autres patriciens, pour y faire du commerce et finissant par s’y installer comme propriétaire rural, possédant déjà, en 1799, plusieurs propriétés à Santo Amaro, Cachoeira et Água Fria. Cícero Dantas eut, pour épouser cette jeune fille issue de la caste très fermée des patrons de plantation et de moulin à sucre (engenho) du Recôncavo, à franchir deux obstacles : celui de n’être pas propriétaire de terres sises dans la même région, susceptibles d'être adjointes à celles de l’épousée, la stratégie matrimoniale consistant en effet à toujours augmenter ou du moins conserver les biens que l’on possède ; et celui de s’introduire dans une famille où, sur 26 mariages réalisés, 12 furent endogames, c’est-à-dire contractés avec des membres de la même famille.
Les épousailles eurent lieu en novembre 1865 dans le domaine Regalo, qui devint, à titre de dot, propriété du nouveau ménage. À partir de cet instant, Cícero Dantas cessa d’être un simple sertanejo et pouvait se considérer appartenant également au monde du Recôncavo sucrier.

## Activité politique sous l’Empire
Dans l’intervalle de 30 ans qui va de 1859 à 1889, c’est-à-dire tout au long de la partie de sa vie publique qui se situe sous l’Empire, Cícero Dantas Martins tâcha de mener une action politique au service des valeurs et principes conservateurs. Au cours de sa trajectoire de parlementaire, de patron d’exploitation sucrière et de grand propriétaire terrien, il se trouvait ainsi en parfaite résonance avec le grand dessein de la classe seigneuriale, et par là même — abstraction faite de la toute fin de cette phase — avec le régime impérial.
Il est légitime de postuler l’existence d’une ère saquarema, caractérisée par la défense d’un intérêt supérieur dans tous les secteurs du système patrimonialiste, d’abord à l’époque de la colonie, puis pendant le processus de bureaucratisation de l’Empire. Cet intérêt supérieur s’incarne dans les piliers mêmes du régime monarchique et de la classe qui le représente, à savoir la continuation de l’esclavage et le maintien d’une économie agraire d’exportation, ce qui impliquait la perpétuation d’une élite politique qui s’était constituée à l’époque coloniale. Tant les conservateurs que les libéraux avaient une sorte de gouverne interne guidée par leurs propres intérêts politiques, économiques et sociaux, qui se résumaient en un seul dessein : la non mise en cause des privilèges de la classe seigneuriale dont ils faisaient partie et unis dans laquelle, en dépit de leurs différences, ils élaboraient une mentalité commune qui leur était spécifique.
L’historiographie brésilienne a subdivisé l’Empire en trois périodes — les périodes d’action, de réaction et de transition. La phase de réaction peut être située entre 1836 et 1852 : l’élite dirigeante en effet inaugure une période de stabilité politique dans la mesure où ladite élite, une fois terminées les rébellions de la régence, eut dorénavant le loisir de mettre en œuvre sa stratégie politique de survie, en se raidissant sur le maintien d’une économie agraire d’exportation et du système esclavagiste, et en s’appliquant à écarter de la représentativité électorale les autres secteurs de la société. Cette période culmine avec le gouvernement du marquis de Paraná (1853-1858).
La dénommée loi des Circonscriptions entra en vigueur en septembre 1855. Aux termes de cette loi, les candidats à un siège de député cessaient de représenter telle ou telle province dans son ensemble, mais uniquement telle circonscription électorale à l’intérieur de la province concernée, chaque circonscription élisant un unique député ; trois ans plus tard, l’on fixa le nombre de députés à trois par circonscription. Désormais, la représentation politique provinciale et nationale serait déterminée au niveau des villes et bourgs de l’intérieur, sous l’égide des chefs politiques locaux, dont beaucoup étaient liés entre eux par les liens du sang. Le nouvel arrangement offrait plus de possibilités aux jeunes frais sortis des écoles de droit de São Paulo et de Recife, qui, retournés diplôme en poche dans leurs villes et municipalités, guettaient le moment où ils pourraient faire leur entrée dans la vie publique.
C’est dans ce contexte que le baron de Jeremoabo se lança dans la politique, concomitamment avec ses frères et cousins germains. Ces débuts cependant ne se feront pas dans un climat d’harmonie, car, en confirmation des craintes de l’opposition, la loi eut pour effet d’encourager une politique clientéliste et entraîna un renforcement de l’autorité des potentats locaux. Les vieux Dantas, qui dominaient la 10e circonscription, étaient en désaccord quant aux personnalités à désigner pour représenter leur circonscription. Chaque notable présentait son propre candidat en fonction de ses intérêts et compte tenu des liens du sang, faisant ainsi la claire démonstration de la fusion entre public et privé dans la vie politique brésilienne. La querelle politique entre les Dantas, commencée sur des enjeux électoralistes purement locaux, s’exacerba en 1861, quand les parties adverses furent amenées à se positionner plus clairement par rapport à l’antagonisme politique entre parti conservateur et libéral à l’échelon national. Dans l’intervalle entre la première élection disputée par Cícero Dantas en 1859 et la deuxième en 1861, pour un siège au parlement national, quelques changements s’étaient produits. Les libéraux, tenus à l’écart de la présidence du Conseil depuis 1848, avaient réussi à obtenir progressivement des appuis de la part des grands centres urbains (Rio de Janeiro, São Paulo et Ouro Preto) désireux d’une politique économique plus ouverte. Le scrutin de 1861 fut gagné par de hautes personnalités luzias, comme Teófilo Ottoni. Ces glissements finirent par provoquer un réarrangement des forces politiques au niveau national : les conservateurs radicaux en furent éloignés, devant faire place aux conservateurs modérés, lesquels conclurent un compromis avec les anciens libéraux. De cette reconfiguration surgit un groupe qui se qualifia de progressiste, fondant une ligue que l’on allait appeler Ligue progressiste. Face à cela, les Dantas, qui en dépit de toutes les dissensions causées par la loi des Circonscriptions étaient restés ensemble au sein du parti conservateur, rompirent maintenant officiellement, en se répartissant dans des groupements opposés. Le père de Cícero Dantas, João Dantas, et ses fils restèrent dans le parti conservateur, tandis que son oncle José Dantas et ses cousins prirent leurs distances vis-à-vis du parti conservateur, adhérèrent au parti (ou à la ligue) Progressiste en rejoignant Nabuco, Zacarias, Olinda et Saraiva, et se muaient ainsi en Luzias.

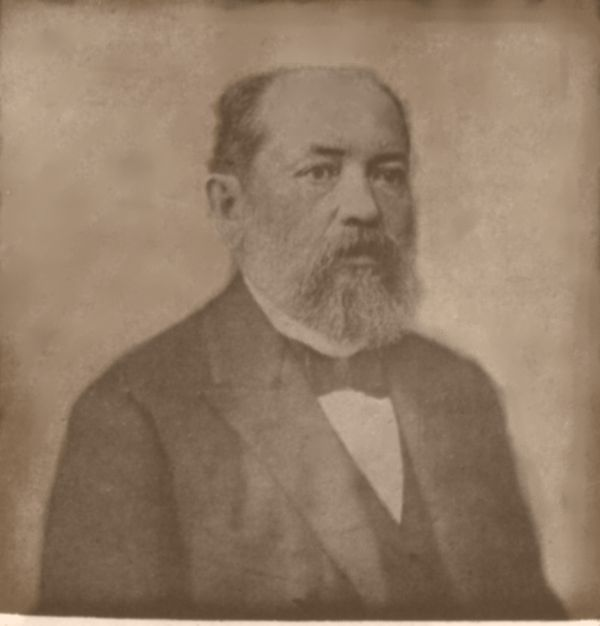
José Gonçalves da Silva, allié et ami intime de Cícero Dantas.

Mettant à profit l’avènement du cabinet conservateur du vicomte d'Itaboraí en juillet 1868, Cícero Dantas se porta candidat pour la 4e circonscription, en vue d’un siège de député général pour la 14e législature, et fut élu en même temps que son grand ami José Gonçalves et que le magistrat Luís Antônio Pereira Franco. Son cousin du parti libéral João Gualberto Dantas l’accusa d’avoir, conjointement avec son père, le colonel João Dantas, commis des violences et des actions arbitraires afin de gagner les élections ; il est vrai que depuis les débuts de l’Empire existait l’idée qu’il n’y avait pas d’autre moyen de parvenir au pouvoir si ce n’est par la violence. Les antagonismes politiques tendaient à devenir sanglants, et gouverner était devenu équivalent à exercer un pouvoir arbitraire. Il était de coutume que, pour dominer le pays, le parti au gouvernement national nommât des présidents de province à son gré et fît remplacer les autorités judiciaires et policières dont la loyauté pouvait lui apparaître douteuse. Pendant que se tenaient les élections, les chefs politiques postaient des bandes armées dans les rues ; le gouvernement mettait les électeurs sous contrainte et falsifiait le résultat des urnes. Les libéraux autant que les conservateurs eurent recours à de telles pratiques, aussitôt qu’ils occupaient le pouvoir.
Dans cette même période, Cícero Dantas fut élu également à l’Assemblée provinciale, pour la législature de 1870 à 1871. De la date de son élection comme député général en 1869, jusqu’à la chute du cabinet de Caxias-Cotegipe en 1878, il connut dix années politiquement fastes, avec l’arrivée au pouvoir de quatre cabinets ministériels conservateurs. Pour le reste, Cícero Dantas ne se sentait pas une âme d’orateur, et parla peu. Sa participation au travail de la Chambre se situa davantage dans les commissions parlementaires que dans les débats en séance plénière. Il fit ses débuts parlementaires au niveau national au sein de la commission de l’Agriculture, des Mines et des Forêts, dont il fut élu membre. Au cours de sa seule première législature (1869-1872), il assista à l’action de trois cabinets ministériels différents. En 1871, alors que Rio Branco assurait déjà la présidence du Conseil, Cícero Dantas fut choisi avec d’autres collègues pour recevoir l’empereur dans l’enceinte parlementaire et l’entendre prononcer son discours du trône, qui avait cette année-là pour sujet principal le programme du gouvernement Rio Branco, en particulier la question de l’esclavage et de la liberté des ventres.
En 1872, à l’approche de la fin de la 14e législature, il lui fallut retourner au plus vite dans sa province pour y préparer le combat électoral à venir. La 4e circonscription, zone d’influence des Dantas depuis le début de la décennie 1860, de vaste étendue, comprenait 13 collèges électoraux, englobait une trentaine de paroisses avec 858 électeurs, et devait élire 3 députés. Cícero Dantas disposait de trois mois pour mener sa campagne, la date des élections étant fixée au 18 août. Il eut fort à faire à se renseigner sur l’attitude des différents procureurs, juges municipaux et des tutelles dispersés dans les arrondissements sous son influence. La lutte se jouait avec âpreté car, si un gouvernement conservateur se trouvait alors au pouvoir, ses cousins luzias bénéficiaient de l’aide de Manuel Dantas, qui à ce moment jouissait déjà d’un prestige de portée nationale. Cícero Dantas fut élu, mais pas à son entière satisfaction ; en effet, au lieu de son vieux compagnon José Gonçalves, ce fut Inocêncio Marques de Araújo Gois Júnior qui réussit à se faire élire. Le décompte, reconnu et accepté, s’établissait comme suit pour la 4e circonscription de la Bahia : Luís Antônio Pereira Franco, 814 voix ; Cícero Dantas Martins, 787 voix ; Inocêncio Marques de Araújo Góes Júnior, 681 voix. Cette élection, qui marqua le début de sa maturité politique, est à considérer sans doute comme l’une des plus difficiles de sa vie, attendu qu’il eut à lutter quasiment seul pour s’attacher des voix ; en particulier, il dut se passer de l’appui de son père, qui, vieilli, s’éteignit le 7 août à Camuciatá, la veille du scrutin. Son frère aîné élira domicile dans le Sergipe, son frère Benício mourra en 1866, et son beau-frère Fiel sera amené à prendre part à la vie politique sergipienne, demeurant dans la capitale de cette province jusqu’à la fin de sa vie.
Durant les législatures de 1872 à 1875 et de 1876 à 1877, il fut donné à Cícero Dantas de s’impliquer dans deux questions qui eurent leur part dans le processus de désintégration du régime monarchique : la question religieuse et la réforme électorale. Compte tenu que l’Église catholique représentait un important pilier sur lequel s’appuyait le trône, les députés généraux et les sénateurs étaient conscients de la gravité du problème, à telle enseigne que la question religieuse fut pendant un temps le sujet principal des débats du Parlement et ne laissa de préoccuper le député Cícero Dantas, quand même il ne prit jamais position officiellement à la Chambre. Entre-temps, Cícero Dantas continua son travail quotidien au sein des commissions parlementaires ; en mai 1874, il fut élu membre de la commission chargée des affaires des assemblées provinciales.
En juillet 1874, la date approchait de la naissance de son deuxième fils, dont il voulait qu’il fût bahianais (son premier fils, João da Costa Pinto Dantas, était né à Rio de Janeiro, en juillet 1873, loin de la terre natale de ses ancêtres). C’est pourquoi sa femme Mariana s’était abstenue d’accompagner son mari lors de cette législature. L’enfant vint au monde en août 1874 dans le domaine sucrier de son grand-père maternel et fut baptisé du nom de celui-ci, Antônio da Costa Pinto Dantas.
Contrairement à ses prévisions pessimistes, Cícero Dantas remporta les élections en vue de la 16e législature (1876-1877). Il fut élu en même temps que son cousin libéral, le conselheiro Dantas, et que le licencié Pedro Leão Veloso. Ces victoires électorales entraînant de constants voyages vers la capitale nationale, Cícero Dantas ressentit par contrecoup la nécessité de s’intéresser davantage à ses fiefs électoraux. Bom Conselho était son fief préféré, et présentait l’avantage, par rapport à Itapicurú, qu’il y était le chef unique et incontesté de la région. Conjointement avec d’autres résidents de la localité, il sollicita, en sa qualité de député général, auprès du président de la province de Bahia, João Capistrano Bandeira de Melo, que cette freguesia fût élevée au rang de vila sous le nom de Nossa Senhora do Bom Conselho do Montes do Boqueirão, à quoi il fut accédé en juin 1875 ; en mars 1876, Cícero Dantas prit ses fonctions de vereador et de président de la première chambre municipale de Bom Conselho.
À la fin de la législature l’attendait une nouvelle bataille électorale, que son parti, écarté du pouvoir, perdit ; furent élus en revanche son cousin libéral Rodolfo Epifanio de Souza Dantas, le conselheiro Dantas et d’autres personnalités parmi ses adversaires. Après huit années d’allées et venues entre la capitale et ses terres, son espace quotidien sera constitué désormais, pendant sept ans, jusqu’au retour au pouvoir de la faction conservatrice, de ses plantations de canne à sucre et de la caatinga du sertão, même s’il ne se tint pas totalement à l’écart de l’agitation politique.
Il entra en lice pour la 18e législature, pendant qu’était déjà en vigueur la loi Saraiva, qui avait rétabli les circonscriptions à un seul député, levait quelques incompatibilités, imposait des peines sévères en cas de fraude, étendait le vote aux naturalisés, aux non catholiques et aux esclaves affranchis, et surtout introduisait les titres électoraux. Parmi les motifs principaux à l’origine de cette modification du système électoral, le problème le plus complexe était celui de la fraude, si fréquente lors des élections. Nonobstant tous les remodelages, la fraude électorale ne cessera jamais d’exister, changeant seulement quant à sa forme. Cícero Dantas, son parti étant écarté du pouvoir, sera victime de ces fraudes, notamment à l’occasion de l’établissement des listes électorales, dont, dit-il dans une lettre à Gonçalves, ses amis avaient été exclus.
Cícero Dantas passa trois ans de plus sans mandat politique, ce qui lui laissa le temps de s’occuper de sa famille et de ses domaines. Pour distraire ses proches, il organisa des fêtes de la Saint-Jean, suivies de neuvaines. Chaque nuit de ces neuvaines était consacrée à un groupe de personnes réunies selon la position sociale, la profession qu’elles exerçaient dans la fazenda, ou le degré de parenté ou d’intimité avec la famille du propriétaire. Une nuit était ainsi vouée aux gardiens de bétail (vaqueiros), une autre aux voituriers, et ainsi de suite jusqu’à la neuvième et dernière nuit, dédiée au maître de céans et à sa famille.
Au second semestre de 1884, une nouvelle élection pour laquelle il souhaitait se porter candidat le conduisit de nouveau à sillonner le sertão. Il savait que dans ce scrutin, où il aurait à affronter un autre sien cousin, le Dr João dos Reis de Souza Dantas Filho, débutant en politique, et pour la Chambre provinciale un autre personnage à l’égard duquel il éprouvait une grande antipathie, sa victoire apparaissait quasi impossible, étant donné que son adversaire était le neveu du conselheiro Dantas, qui occupait depuis le 6 juin la présidence du Conseil, appelé à ce poste pour aider à résoudre la crise financière.
Dans le même temps avait débuté la période de la propagande abolitionniste. La classe dominante esclavagiste se trouva contrainte de faire de nouvelles concessions, lesquelles en réalité avaient pour but de freiner le mouvement abolitionniste. Le cabinet Dantas, circonspect, avait adopté la devise « ne pas s’immobiliser, ne pas rétrocéder, ne pas précipiter », et proposa une loi tendant à l’affranchissement de tout esclave ayant atteint l’âge de 60 ans — mesure dépourvue de sens, attendu qu’un esclave sexagénaire n’aurait de toute la façon plus la force de travailler et de survivre en liberté. Cícero Dantas, qui avait bien perçu la duperie de cette loi, écrivit à Gonçalves le 18 juin 1884 : « Admire le cynisme avec lequel Dantas se présente devant les Chambres donnant lecture du célèbre programme écrit. Il est l’homme taillé pour la situation ».
En dépit de la conjoncture défavorable, Cícero Dantas prépara en octobre dans son domaine de Camuciatá un memorandum écrit, destiné à solliciter des voix, mais perdit la partie, par 24 voix seulement. Le cabinet de son cousin Dantas tomba le 6 mai pour n’avoir pas pu faire passer la loi d’affranchissement des sexagénaires. Lui succédera celui de Saraiva, le 6 mai 1885, qui adaptera la loi et la fera approuver dans le cabinet suivant. Ensuite, en un peu plus d’un mois, les conservateurs, emmenés par le baron de Cotegipe, réussirent à revenir au pouvoir, ce qui fut copieusement fêté au domaine de Regalo.

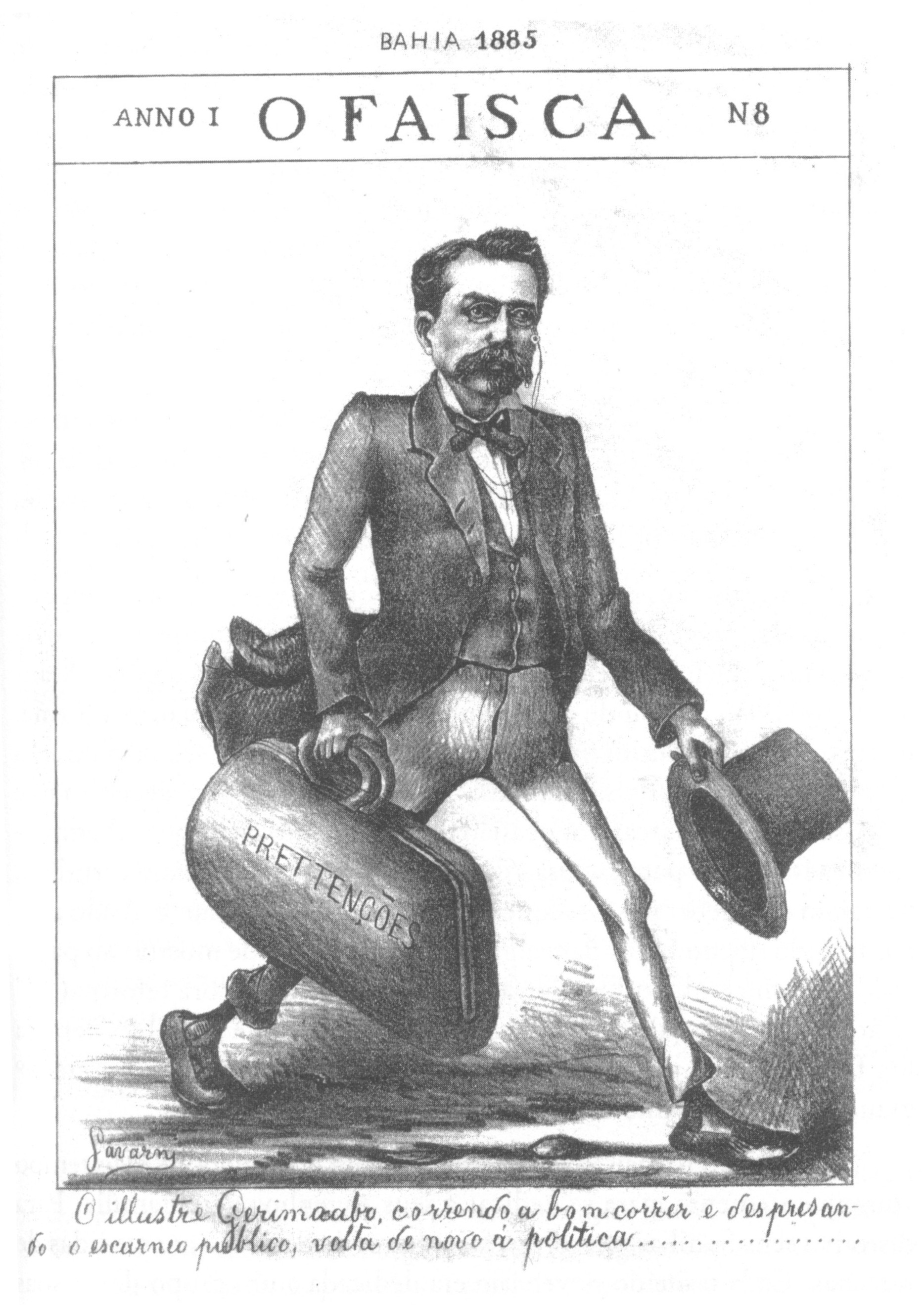
Caricature du baron dans la revue satirique O Faísca (l'Étincelle) en 1885.

La candidature de Cícero Dantas pour la 20e législature, la dernière de l’Empire, se présenta donc sous les meilleurs auspices ; même à Itapicurú, il put faire le plein des voix, car son cousin libéral João Gualberto Dantas avait fait la paix avec lui. Mais, contrariant les perspectives politiques et causant la surprise chez les conservateurs, Cícero Dantas publia inopinément un manifeste dans le Jornal de Notícias du 30 octobre 1885, où il annonçait qu’il se retirait de l’activité politique et prenait congé de ses amis, en invoquant ses doutes quant à sa capacité d’être encore utile, ses fatigues et son « exténuation » après un combat sans trêve de plus de 25 ans, sa longue et amère expérience, et enfin son âge et son état de santé. En réalité, il avait eu quelques ennuis avec les dirigeants du parti. Cependant, cédant aux pressions de la direction du parti, qui dans une circulaire du 25 novembre conjura le baron d’assumer sa candidature, affirmant « ne pouvoir se passer des précieux services et des patriotiques efforts d’un allié si prestigieux », Cícero Dantas finit par se raviser et, le 15 janvier 1886, prit part aux élections dans le sertão, l’emportant par 591 voix sur un total de 1020 électeurs participants. Avant de se mettre en route pour la capitale Rio de Janeiro, il passa d’abord, préoccupé par la production de ses propriétés, un mois dans ses deux principaux domaines et moulins à sucre, Camuciatá et Regalo, pour y mettre les travaux en bon ordre. Jusqu’à la chute de l’Empire en 1889, il connut encore trois cabinets ministériels, celui de Cotegipe, de João Alfredo et d’Ouro Preto, ce dernier libéral. Les principales questions débattues durant cette période (1885-1889) s’inséraient dans le contexte du processus de décomposition de la monarchie déjà en cours depuis la décennie 1870 ; les ferments de ce processus qu’étaient le mécontentement dans l’armée, les idées abolitionnistes, les clubs républicains, se manifestèrent avec plus d’intensité à mesure que les contradictions du régime monarchique s’exacerbaient, et finirent par le faire chanceler. Dans ce climat d’incertitude politique, tant pour lui-même que pour le régime qu’il représentait, Cícero Dantas tint registre des défections successives et se posa en observateur des crises qui allaient peu à peu miner les structures de l’Empire brésilien.
En association avec la famille Costa Pinto de son beau-frère, Cícero Dantas fonda dans le Recôncavo un moulin à sucre, dénommé Engenho Central do Bom Jardim, dont la construction fut confiée à une firme française, la compagnie de Fives-Lille, et qui fut inauguré en janvier 1880 ; ce sera l’une des ultimes tentatives de la vieille élite aristocratique bahianaise de conserver ses privilèges. Mettant à profit la première loi provinciale, votée en 1874, subventionnant la construction d’usines dites centrales, puis l’adoption du décret législatif de novembre 1875, assurant la garantie des intérêts tirés de ces usines centrales, les principaux associés du projet (les familles Costa Pinto et Jeremoabo) tablaient sur l’union des secteurs privé et public comme unique moyen d’assurer la survie des exportations agricoles.
En guise de reconnaissance de services rendus au pays, l’empereur Pedro II conféra un titre nobiliaire à Antônio da Costa Pinto, élevé à la dignité de comte de Sergimirim, au baron da Oliveira, élevé à la dignité de vicomte, et au licencié en droit Cícero Dantas Martins, élevé à la dignité de baron de Jeremoabo. Ce dernier fut en particulier remercié par l’empereur pour avoir eu la délicatesse de lui envoyer le premier sac de sucre raffiné dans son usine. La raffinerie fut revendue en 1891, à la suite de quoi l’intérêt de Cícero Dantas se reporta à nouveau sur ses domaines de l’intérieur.
En 1879, Cícero Dantas vit l’occasion d’augmenter encore ses possessions, quand le directeur du service des Affaires indiennes, le comte de Sergimirim, neveu de Jeremoabo, décida d’invalider les revendications indigènes sur les étendues de terre qui avaient autrefois appartenu aux dénommées missions indiennes dans la Bahia ; pourtant, ces terres, sises dans les environs de Jeremoabo, Pombal et Itapicuru, avaient été concédées aux villages indiens et avaient jusque-là été considérées comme légalement sacro-saintes.

## Sous la République

### Contextualisation

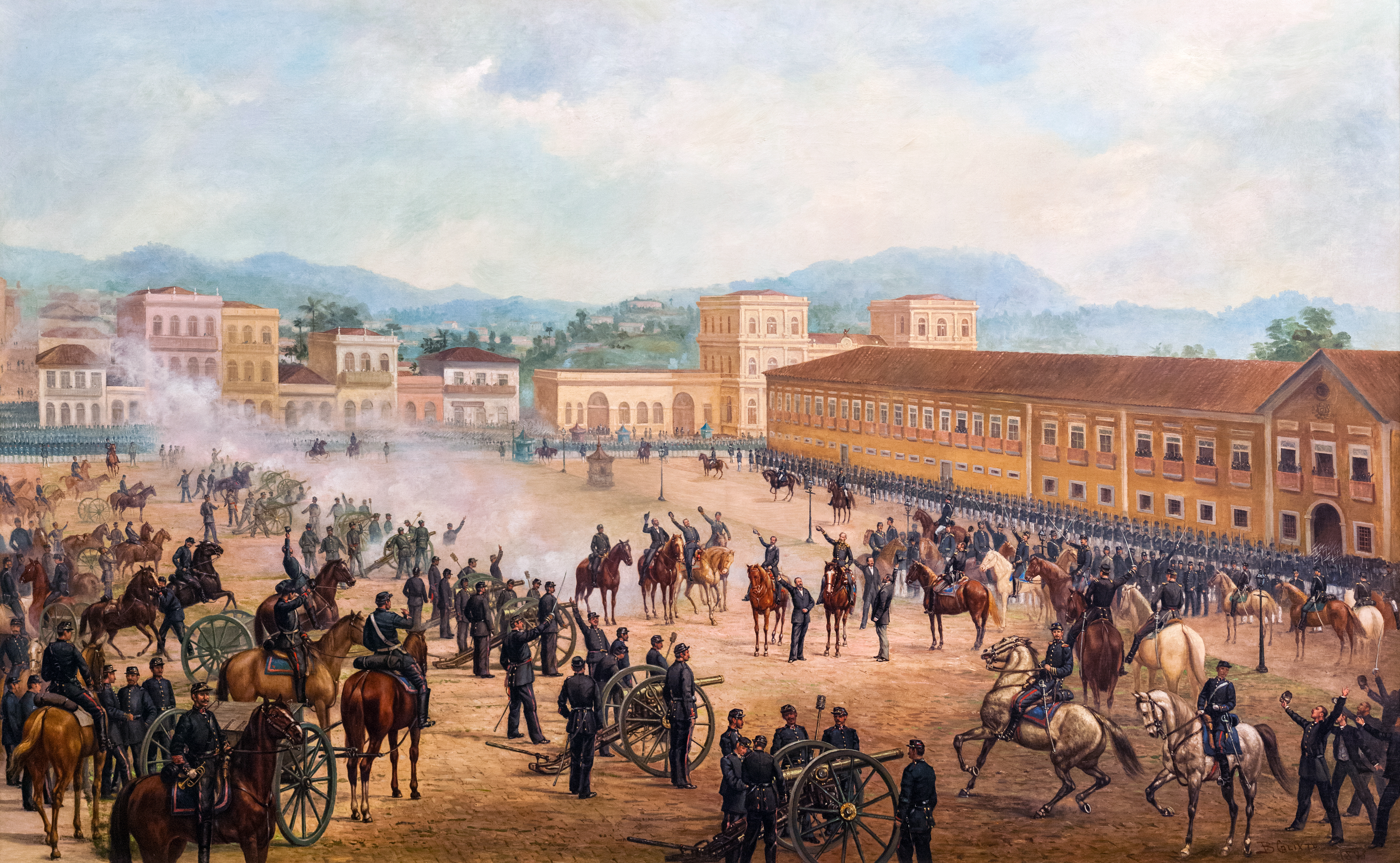
La proclamation de la république, par Benedito Calixto.

La proclamation de la République en 1889 provoqua la surprise dans toutes les provinces de l’Empire, mais surtout par la manière — au moyen d'un coup d'État militaire — dont l’événement se produisit. L’élite politique impériale, si elle s’attendait à l’instauration d’un nouveau régime, avait espéré en même temps, comme Jeremoabo et au contraire des mouvements radicaux, que le changement politique se mettrait en place graduellement. Cícero Dantas écrivit à Gonçalves : « ... Le changement de gouvernement ne m’a pas surpris et n’a pas dû te surprendre non plus ; la surprise a été la rapidité et la façon dont cela s’accomplit... »
Conservateurs et libéraux, redoutant que le nouveau régime se réclamât d’une idéologie tendant à défaire l’organisation traditionnelle du pouvoir, ne se rangèrent à l’ordre nouveau que deux jours plus tard (le 17 novembre), lorsqu’ils s’avisèrent que la situation était irréversible. Rui Barbosa, surgissant comme l’un des hommes forts du régime républicain, fut nommé vice-président du gouvernement provisoire et ministre des finances. Cette situation, en plus de perpétuer le prestige des cousins libéraux de Cícero Dantas, lesquels cousins, en particulier à travers la personne du conselheiro Dantas, avaient été les parrains et les grands protecteurs de Rui Barbosa dans la vie publique, était susceptible de donner à ce dernier beaucoup de pouvoir, c'est-à-dire à quelqu’un qui s’était toujours montré un ennemi implacable des conservateurs et n’avaient voulu entretenir des relations d’aucune nature avec Jeremoabo. Lors des élections directes de décembre 1884, alors que son parti, le parti libéral, se trouvait au pouvoir, Rui Barbosa avait été battu dans la 8e circonscription par Inocêncio Góes, grâce au concours décisif apporté par Jeremoabo, puis, lors de la constituante fédérale, Jeremoabo s’opposa ouvertement à lui. Le gouvernement provisoire fixa au 15 septembre 1890 la date de la première élection de l’ère républicaine, en vue de la composition de l’Assemblée constituante nationale.
Aux débuts de la République, la Bahia ne disposait plus en réalité de dirigeants politiques de premier plan. Des politiciens moins influents allaient prendre la tête du parti conservateur aussi bien que du parti libéral, et le baron de Cotegipe mourut en février 1890. À l’avènement du nouveau régime, les partis conservateur et libéral étaient à bout de souffle, rendant nécessaire la mise sur pied d’organisations nouvelles aptes à recueillir les innombrables personnalités politiques de l’Empire déchu, en quête de nouveaux partis qui les mettraient en mesure d’accéder de nouveau au pouvoir et de s’y maintenir.

### Action politique sous la république
La Première République brésilienne (dite República Velha, la Vieille République) peut se diviser en quatre périodes.
La première, qui va de 1889 à 1893 et coïncide avec la phase d’implantation du nouveau régime, peut à son tour être subdivisée en deux autres : l’une, qui s’étend du 15 novembre 1889 jusqu’au 5 février 1891, date de la tenue des élections en vue de composer l’Assemblée constituante, et pendant laquelle Cícero Dantas n’occupa aucune charge publique, se contentant, comme la majorité des politiques bahianais, d’attendre la mise en place des nouvelles institutions ; et l’autre, allant de 1891, année où il fut élu sénateur de l’État de la Bahia, à 1893, année de la première scission du groupe oligarchique dominant de la province, devenue État fédéré. Installée le 7 avril, l’Assemblée constituante bahianaise acheva ses travaux le 2 juillet, à l’issue de 55 sessions, en même temps que fut promulguée la constitution de l’État. En accord avec une des dispositions transitoires de la loi constitutionnelle, il fut procédé à l’élection du premier gouverneur constitutionnel de l’État de la Bahia. José Gonçalves se trouvait au pouvoir depuis le 16 novembre 1890, y ayant été nommé par Manuel Deodoro da Fonseca.
Au moment du choix du président de l’Assemblée de la Bahia, l’action de Gonçalves fut décisive. Les électeurs préféraient Luís Antônio Barbosa de Oliveira, homme de grand savoir juridique, que des liens familiaux unissaient à Rui Barbosa, le tout-puissant ministre des finances. Cependant, José Gonçalves, qui était celui qui distribuait les cartes à Bahia, réussit à faire élire Luís Viana. Le 2 juillet 1891, face à Luís Viana, José Gonçalves, élu au suffrage indirect par le corps législatif, prit possession du poste de gouverneur de la Bahia.
Dans ce même laps de temps, et avant de se rendre à Rio de Janeiro, Cícero Dantas, que préoccupait la réforme de l’instruction publique, y participa activement, s’engageant en faveur d’une série d’améliorations de l’enseignement dans l’intérieur de l’État et préconisant des modifications de la législation, tendant notamment à la nomination à vie des enseignants bahianais. Une autre de ses préoccupations était l’organisation de la magistrature, pièce maîtresse du processus électoral de la Première République.
Le 3 novembre 1891, le maréchal Deodoro da Fonseca accomplit un coup d’État et ordonna la dissolution du Congrès constituant. Le gouverneur José Gonçalves résolut de l’appuyer, en dépit de l’opposition de la chambre constituante. Le 23 du même mois, le vice-président Floriano Peixoto accéda à la présidence de la République et rétablit les pouvoirs constitutionnels du pays, et dès lors, la démission du gouverneur de l’État de Bahia était inéluctable.
Par suite de la démission de Luís Viana, pour lors président du sénat bahianais et substitut constitutionnel du gouverneur, de nouvelles élections furent proclamées, qui virent la victoire du sénateur Francisco Leal Ferreira Júnior, qui vint alors à occuper provisoirement le gouvernement. Nonobstant tous ces événements défavorables, José Gonçalves, qui n’avait jamais perdu l’appui des principaux dirigeants de l’État, réussit à se ressaisir, en cofondant avec lesdits dirigeants, en mai 1892, le Parti Républicain Fédéraliste, lequel fit bloc pour permettre l’élection, le 28 mai 1892, de Joaquim Manuel Rodrigues Lima au poste de gouverneur de la Bahia. Ce fut la première élection au suffrage populaire à laquelle participa Jeremoabo. En février, il s’était transporté vers son domaine de Camuciatá pour, à partir de là, diriger la campagne électorale. S’il parvint à faire élire son candidat, il en demeura insatisfait néanmoins, s’inquiétant en particulier de la politique dictatoriale du maréchal de fer, qui allait à rebours des principes fédéralistes et d’autonomie des États fédérés.
Cependant, la sécurité politique fut telle pour Jeremoabo qu’en mai 1892 il adressa un manifeste à ses amis leur recommandant, en vue d’un siège au Sénat fédéral, le nom de Rui Barbosa, son ennemi politique durant tout l’Empire et créature politique de ses cousins libéraux.
La réunion, dans un parti unique, des principaux cercles dirigeants de la Bahia permit à la faction gouvernementale de l’emporter aisément dans les élections qui suivirent, notamment à celle de décembre 1892, qui allait renouveler un tiers du sénat de l’État fédéré et élire les députés de l’assemblée législative bahianaise. La tactique employée consista à diviser l’État en zones d’influence et de désigner pour chacune d’entre elles un chef politique responsable. Cícero Dantas était le coordinateur de cette répartition des responsabilités.
En février 1893, il entra en fonction comme échevin municipal d’Itapicuru, le premier à être élu sous le régime républicain constitutionnel. En avril 1893, Inocêncio Galvão, occupant déjà le poste de commandant du 3e district militaire, déclina la charge de président du sénat de la Bahia, et à sa place fut élu, le même jour, le baron de Jeremoabo, qui exerça ensuite la présidence jusqu’au 22 avril 1895.
Au cours de l’année 1894 survint la scission du groupe oligarchique dominant, séparant ses principaux chefs en deux camps opposés. Cette scission, qui fut consommée au siège du Parti Républicain Fédéraliste, donna lieu à la fondation d’une part du Parti Républicain Fédéral de la Bahia le 15 avril 1894 par Luís Viana et Rodrigues Lima, et d’autre part du Parti Républicain Constitutionnel par José Gonçalves da Silva et Cícero Dantas Martins le 19 août de la même année. Des divergences politiques, portant sur la politique nationale et, au niveau de l’État fédéré, sur les intérêts électoraux, avaient existé dès la formation du Parti Républicain Fédéraliste. Gonçalves avait été destitué du gouvernement de la Bahia par Floriano Peixoto, d’où son antiflorianisme, opposé au florianisme de Luís Viana, favorable quant à lui à ce que les militaires demeurassent à la présidence du Brésil. Mais, au-delà de la divergence d’intérêts sur le plan électoraliste, les deux factions oligarchiques n’étaient plus en mesure de maintenir une union de façade entre littoral et sertão, entre économie rurale et économie urbaine. Le baron de Jeremoabo, qui au début de l’année 1893 exerçait encore confortablement sa fonction de président du sénat bahianais, fut amené à laisser de côté son attitude jusque-là accommodante pour s’engager résolument dans une lutte politique, qui allait de plus en plus s’assortir de pratiques coronélistes ; en même temps, le Recôncavo sucrier ne lui étant plus guère rentable et le pouvoir politique y ayant changé de mains, il tendit à s’enraciner de plus en plus dans le sertão, pour notamment porter une attention accrue à son fief électoral. Les sessions du mois d’août 1893 au sénat de la Bahia, présidées par le baron, révèlent le climat d’animosité qui s’y était installé. Tout projet présenté lors de sessions ordinaires, quelque peu important qu’il fût, donnait lieu à querelle, voire souvent à des éclats de violence.
La deuxième phase (1893-1895) débuta alors que Cícero Dantas exerçait la fonction de sénateur et que se trouvait à la tête du gouvernement bahianais Rodrigues Lima, qui avait fait alliance avec le groupe des vianistes. Le baron de Jeremoabo cessa à partir de cette date (1893) d’agir en coronel gouvernemental pour se muer en coronel oppositionnel.

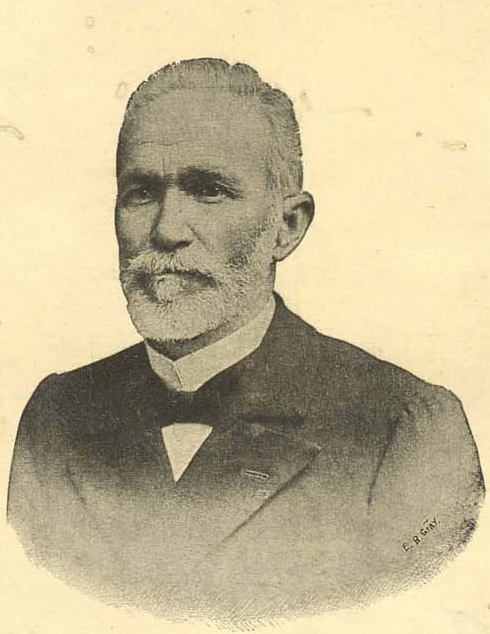
Luís Viana, d’abord allié, puis adversaire de Cícero Dantas.

Lors des élections sénatoriales fédérales de mars 1894, Luís Viana visait à renforcer son prestige politique, songeant déjà à une possible future candidature au gouvernement de l’État bahianais. José Gonçalves et son groupe, en position moins avantageuse, car privés de l’appui de la machine administrative de l’État bahianais, voulaient surtout prendre la mesure de l’influence de Luís Viana, y compris au niveau fédéral. Manuel Vitorino fut pressenti pour représenter le groupe gouvernemental, et dans le camp de l’opposition, c’est José Gonçalves lui-même qui s’engagea dans le combat. Ce scrutin, qui fut rude, et en vue duquel le baron de Jeremoabo, dès que fut confirmée la candidature de son ami pour un siège au sénat, s’était retranché dans son bureau pour rédiger des lettres aux chefs politiques de toutes les municipalités où il avait quelque influence en recommandant le nom de José Gonçalves, se solda le 1er mars 1894 par la victoire de Manuel Vitorino. Le groupe gonçalviste ne cessait de perdre des forces, et le 15 avril 1894, comme indiqué ci-haut, les vianistes constituèrent le Parti Républicain Fédéral.
Dans la perspective des élections de novembre 1894, destinées à élire les députés de l’État de Bahia et un tiers du sénat, le groupe gonçalviste décida en août 1894 de faire corps en fondant un parti politique qui les réunît, le déjà nommé Parti Républicain Constitutionnel, qu’allait présider Cícero Dantas. C’était la première élection au niveau de l’État de la Bahia où les principaux dirigeants politiques se retrouvaient dans des partis opposés. Le moment de plus forte tension fut celui du décompte des voix, marqué par la crainte de fraudes, de substitutions de listes électorales, de falsifications de vote, etc. José Gonçalves sollicita le baron de venir à Vila Nova da Rainha, zone sous son influence, pour l’aider à surveiller le comptage des voix ; Jeremoabo ne put cependant répondre à ces instances, devant en effet superviser le décompte à Itapicurú, Bom Conselho et d’autres communes encore. Le gouverneur Rodrigues Lima, et avec lui Luís Viana, ne voulut accepter le résultat du dépouillement, ni l’intermédiation faite par le conseil municipal de Vila Nova représenté par Gonçalves, et en conséquence intervint en dépêchant dans la commune la force de police pour faire valoir sa propre décision.
Le début de la troisième phase se situe le 7 avril 1895, jour fixé par la constitution bahianaise pour l’inauguration du travail législatif. Le groupe emmené par Viana reconnut les candidats de son parti et leur fit prendre possession de leur siège, tandis que le groupe dirigé par José Gonçalves agit de même avec ses propres candidats. Le baron de Jeremoabo, quoiqu’étant le président officiel du sénat bahianais, n’eut pas les moyens de faire valoir son autorité, attendu que le gouverneur Rodrigues Lima accorda son soutien à l’aile vianiste, de sorte que la grande majorité des candidats de cette faction furent agréés au détriment des gonçalvistes. En guise de protestation, Cícero Dantas, en compagnie des autres sénateurs de son parti, contestant la légitimité de l’exécutif qui fut installé ensuite, abandonna le siège pour lequel il avait été élu en 1891. Le 6 août 1895, le nouveau comité du sénat, sur l’allégation d’un grand nombre d’irrégularités, déclara vacants les sièges au sénat du groupe de Jeremoabo. À partir de ce moment et jusqu’à 1901, Cícero Dantas fut totalement mis à l’écart de la sphère d’action institutionnelle de l’oligarchie bahianaise dominante. Dès 1893, il avait cessé déjà de partager les faveurs et privilèges du pouvoir exécutif, mais à présent perdait la dernière attache avec la structure gouvernementale qu’il détenait encore par le biais du pouvoir législatif.
Pendant six années, on le considéra comme un politicien d’opposition radical, années au cours desquelles il fut notamment confronté à la guerre de Canudos (1896-97, cf. ci-dessous), où, s’il mit alors en cause le gouvernement, fut lui-même accusé de participation et de connivence avec les rebelles dans le but d’en retirer des bénéfices politiques. En 1898, pendant que Luís Viana se trouvait déjà à la tête de l’État de la Bahia, il n’eut aucune part au grand compromis politique proposé par Campos Sales et appelé politique des gouverneurs. Viana en effet, substitut du président Prudente de Morais et représentant du premier gouvernement civil de la République brésilienne, répudia toute alliance avec des personnalités d’opposition.
La quatrième phase enfin commence en mai 1900, à l’accession au pouvoir de Severino dos Santos Vieira comme gouverneur de la Bahia, lequel, succédant à Luís Viana, resta au début en bons termes avec son prédécesseur, mais s’en sépara par la suite. En avril 1901, Severino Vieira mit sur pied un nouveau mouvement politique, qui prit nom Parti Républicain de la Bahia. Cette situation nouvelle redonna l’espoir à Jeremoabo de se voir à nouveau favorisé et reconnu par le gouvernement en place. Décidé à se muer en coronel situacionista, c'est-à-dire qui fait allégeance au gouvernement en place, il s’empressa donc de revitaliser les réseaux et connexions de son pouvoir local, sans doute quelque peu ankylosés par six ans d’éloignement d’avec l’oligarchie bahianaise dominante. Il ne put plus cependant cueillir les fruits de la constellation politique nouvelle, car la mort le saisit le 27 octobre 1903. Il fut inhumé dans l’église-mère (Igreja Matriz, où ils reposent encore) de la municipalité de Bom Conselho, dont le nom fut changé en son honneur en Cícero Dantas.

## Idéologie et positionnements politiques

### Conservatisme
Dans le Brésil du XIXe siècle, il faut entendre par conservateur une personne qui, au-delà de son appartenance à tel ou tel parti politique, était doté d’une mentalité particulière et se réclamait du projet politique de la génération qui, après avoir concouru à consolider l’Empire lors de la phase de réaction conservatrice, maintint intacts ses idéaux et ses positions, appuyés sur ses intérêts politiques, économiques et sociaux, et ce même jusque dans les décennies 1860 et 1870, voire au-delà.
La date de 1862, qui correspond au début d’une période de prédominance du parti libéral au sein des gouvernements nationaux successifs, peut être retenue comme point de départ du renouveau libéral. Le Brésil passa, au cours de la deuxième moitié du XIXe siècle, par un processus de modernisation, d’urbanisation et de diversification sociale, se manifestant par deux aspects : d’un côté l’apparition des couches sociales urbaines, de l’autre le conflit d’intérêts entre d’une part la vieille aristocratie esclavagiste dépendante de l’exportation de produits agricoles, et d’autre part la nouvelle aristocratie caféière implantée dans l’est de la province de São Paulo et la nouvelle bourgeoise industrielle, laquelle plaidait en faveur d’une politique protectionniste, au contraire de la faction plus traditionnelle.
Quand le baron de Jeremoabo fit son entrée dans la politique nationale en 1869, et qu’il devint un membre effectif de l’élite politique impériale, celle-ci se sentait en symbiose avec la bureaucratie de l’État, où selon José Murilo de Carvalho, « bien qu’il y eût une distinction formelle et institutionnelle entre les tâches judiciaires, exécutives et législatives, celles-ci souvent se confondaient dans la personne des exécutants, et la carrière judiciaire en particulier était devenue une partie intégrante de l’itinéraire conduisant au congrès et aux conseils de gouvernement » ; mais l’entrée en politique du baron eut lieu aussi en une période où les structures du conservatisme étaient déjà chancelantes et où le régime impérial lui-même commençait à montrer ses premiers signes de crise. L’inflation persistait depuis le début de la décennie 1860, et les dépenses militaires (consécutives aux conflits constants avec l’Argentine, mais surtout avec l’Uruguay, pays avec lequel le Brésil était en guerre permanente) pesaient trop lourdement dans le budget de l'État. À partir de 1864, la situation se détériora encore, lorsque les tensions qui opposaient Brésiliens, Uruguayens et Argentins au chef d’État paraguayen Solano López entraînèrent le Brésil dans une guerre qui se prolongera jusqu’en 1870. Les effets de cette guerre, combinés à un gouvernement libéral, furent désastreux pour le jeune Cícero Dantas, en ce qu’ils provoquèrent des difficultés économiques pour sa province et risquaient de l’empêcher d’obtenir un siège au parlement national. La première fois qu’il fut donné à Cícero Dantas d’occuper une fonction dans la politique nationale, ce ne fut donc pas dans des circonstances favorables à ce conservatisme qui avait façonné sa manière de penser et d’agir et qui apparaissait le plus propice au maintien du statut à lui légué par son père et par ses aïeux, statut se concrétisant par une grande quantité de terres, par la détention d’esclaves et par une influence politique effective. En 1869, lorsqu’il réussit à se faire élire député général (=national), la circonstance qui lui avait été favorable était la chute du 22e ministère, d’étiquette libérale, présidé par Zacarias de Góes e Vasconcelos, suivi de l’ascension au pouvoir d’une équipe gouvernementale conservatrice menée par le vicomte d’Itaboraí. Toutefois, à partir de ce moment et jusqu’à la proclamation de la République en 1889, la conjoncture économique de l’Empire ne cessa de se détériorer pour l’antique aristocratie du sucre dont il était un représentant.
Le baron de Jeremoabo, qui vécut les deux phases (l’ère saquarema et le renouveau libéral), puis survécut sous la République, se laissa toujours orienter dans son action politique par ce même sentiment aristocratique dans lequel il grandit et avait été formé — sentiment qui était « la synthèse de la vision de la politique et de la société telle qu’elle prévalait depuis l’époque de la Maioridade (fin de la régence), qui correspondait à un fonds historique forgé par la colonisation, et que les forces prédominantes dans le processus d’émancipation politique ne se proposaient pas d’altérer : le caractère colonial et esclavagiste de cette société... ».

### Contexte politique de l’Empire et attitude de Jeremoabo
La participation de Jeremoabo à la sphère gouvernante sous l’Empire était fortement tributaire de l’alternance des partis conservateur et libéral au pouvoir. À cet égard, la participation du baron de Jeremoabo au régime monarchique peut se diviser en deux phases : une première période, où il assuma de droit le pouvoir institutionnalisé et qui correspond aux dix années durant lesquelles il remplit le mandat de député général lors des 14e, 15e, 16e et 20e législatures ; et une seconde période correspondant aux années où le parti libéral détenait les leviers du pouvoir et où par conséquent le baron ne parvenait plus à se faire élire pour un siège au parlement national.
Dans la structure politique de la monarchie, il y avait un pouvoir essentiel : le pouvoir modérateur, incarné par la figure de l’empereur lui-même. En théorie, ce pouvoir, tel du moins qu’il se trouve exposé dans le Cours de politique constitutionnelle de Benjamin Constant, lequel avait une grande influence dans le Brésil du XIXe siècle, devait être un pouvoir neutre, qui garantît l’harmonie entre les trois pouvoirs. Toutefois, dans l’empire du Brésil, ce pouvoir modérateur se mua en le véritable pouvoir et devint l’instrument de la propre volonté personnelle de l’empereur et de son despotisme. C’était en effet à ce pouvoir modérateur qu’il incombait d’approuver ou non les mesures émanant du législatif, de nommer les sénateurs à vie, et jusqu’à dissoudre la Chambre des députés. Si le ministère était bien, du moins légalement, responsable devant le pouvoir législatif, le parlement ne pouvait dans les faits rien entreprendre à l’encontre des ministres, qui gouvernaient en ignorant le législatif et n’en référaient qu’à l’Empereur. Mais, étant donné que la volonté centralisatrice de l’empereur coïncidait avec les aspirations de l’élite rurale et aussi de l’appareil d’État comme ensemble, le baron de Jeremoabo, en tant que membre de l’antique aristocratie campagnarde sucrière, apportait donc son concours à l’ordre existant, que ce soit à travers un travail de persuasion dans les coulisses ou par sa participation active au travail législatif par son vote de député.
La seule fonction élective qu’il échut à Jeremoabo de remplir tout au long de l’Empire à l’échelon national — au niveau de sa province il fut également député provincial, et au niveau municipal échevin de Bom Conselho — fut celle de député général. Dans l’échelle de pouvoir de l’appareil d’État impérial brésilien, le groupe des députés, le plus puissant en nombre, se situait sous celui des ministres et sous celui des sénateurs, même si la phase de l’histoire du Brésil où les parlementaires eurent le plus de pouvoir fut la période impériale. Le député général occupait, dans la pyramide sociale du pouvoir, une position intermédiaire, disposant d’un pouvoir qui ne se limitait certes plus à la seule sphère provinciale, mais qui n’atteignait pas l’influence qu’un sénateur nommé à vie ou qu’un ministre pouvaient avoir auprès de l’empereur.
On peut s’interroger pourquoi Cícero Dantas ne devint jamais sénateur. Pour lui, le plus difficile ne fut pas d’entrer dans la sphère du pouvoir, n’ayant eu en effet qu’une seule condition à remplir pour entamer une carrière politique : l’obtention d’un diplôme en droit, obtenu à Recife à l’âge de 21 ans ; à partir de là, il put s’épargner le parcours que beaucoup devaient accomplir avant d’accéder au pouvoir : la magistrature, la presse, le barreau, la médecine ou la prêtrise. L’ascendant dont jouissait sa famille dans le nord-est de la Bahia, de la municipalité d’Inhambupe jusqu’à Jeremoabo, sur une zone comprenant plus de 15 municipalités, était tellement considérable que cela suffisait à mener le jeune licencié en droit à la Chambre des députés. L’appui de la parentèle et des amis, et le parrainage des pouvoirs locaux établis, incarnés dans son cas par son propre père et par ses oncles, fut une caractéristique permanente dans chaque étape de sa carrière politique. Élu député provincial, puis général, Jeremoabo n’était plus qu’à un pas des fonctions les plus hautes du pouvoir, auxquelles l’on parvenait par la combinaison de qualités propres et de parrainages, l’empereur ayant cependant une voix décisive et le dernier mot dans le processus de désignation.
Cícero Dantas tenta d’entrer au sénat à l’occasion de la vacance d’un siège en décembre 1887. Dans l’organigramme du pouvoir, les sénateurs arrivaient juste derrière le groupe des ministres. Conformément à la législation, ils étaient sélectionnés par le souverain sur la base de listes triples établies à la suite d’un scrutin populaire. Le pouvoir principal du sénat, que Jeremoabo du reste critiqua, mais auquel en même temps il aspirait, dérivait en grande partie de la nomination à vie de ses membres ; en effet, une fois acceptée sa candidature, pour laquelle l’âge minimum était de 40 ans, le sénateur avait désormais l’assurance de rester en place pour le restant de sa vie sans être tributaire des oscillations du pouvoir gouvernemental, sur lequel l’empereur, qui mettait plus de poids tantôt du côté conservateur, tantôt du côté libéral, gardait la haute main. En outre, les émoluments d’un sénateur équivalaient au double de ceux d’un député. À la vérité, le fait que les députés généraux étaient l’unique corps constitué habilité à défaire les ministères et à réunir les majorités nécessaires à permettre la formation d’un gouvernement, ne les mettait nullement à l’abri d’une possible déchéance. Ils redoutaient avant tout l’ostracisme qui à chaque instant pouvait les frapper s’il plaisait à l’empereur de pencher un peu plus du côté opposé.
Toujours est-il que Cícero Dantas échoua à s’élever plus avant dans la hiérarchie politique. Cette déconvenue s’explique par le sempiternel antagonisme entre conservateurs et libéraux, c'est-à-dire en l’espèce les dissensions entre le baron de Jeremoabo et Manuel Pinto de Souza Dantas, alias le conselheiro Dantas. Ce dernier peut du reste, sous le rapport de la trajectoire politique, faire figure de contre-exemple ; il n’avait pas été élu à la Chambre sans avoir préalablement passé, dans son parcours politique réel, par presque toutes les étapes préparatoires nécessaires à l’ascension dans la structure de pouvoir, en effet : son titre de licencié en droit obtenu à Recife en 1857, il fut nommé procureur suppléant du tribunal administratif, puis successivement juge substitut des tutelles de la capitale Salvador, juge municipal et des tutelles de Santo Amaro, accusateur public à Salvador, juge au tribunal de l’arrondissement de Maruim ; parallèlement à ces activités dans la sphère judiciaire, il était actif dans la politique depuis 1852, date à laquelle il fut élu député provincial de la Bahia, devenant le 1er vice-président de l’assemblée ; quatre ans plus tard, on le retrouve déjà à la Chambre générale, à laquelle il sera élu pour cinq législatures. En outre, le jeune politicien connut, après sa première nomination comme juge dans le Sergipe, d’autres provinces que celle où il avait fait ses études de droit. Fin 1859, après avoir été élu député provincial et général, il fut nommé à la tête de la police de la province du Maranhão, puis occupa le poste de président d’Alagoas. Ce ne fut qu’ensuite qu’il arriva à la présidence du Conseil, dirigeant un gouvernement connu sous son patronyme Dantas.

### Réformes libérales
Lorsque le licencié en droit (bacharel) Cícero Dantas Martins fit son entrée dans la politique nationale en 1869, la suprématie de la faction conservatrice était déjà finissante, après une période de 14 années successives de cabinets conservateurs (1848-1862), y inclus la période dite de la Conciliation (1853-1857) ; ensuite, de 1862 jusqu’en novembre 1889 (date de la chute de l’Empire), on observe, du point de vue quantitatif, un équilibre dans le nombre d’années où chaque parti se trouvait au pouvoir (14 ans de gouvernement conservateur et 13 ans et six mois de gouvernement libéral, alors que dans la période précédente, de 1840 à 1862, des cabinets conservateurs avaient détenu le pouvoir pendant 18 ans, contre 8 ans pour les libéraux). D’autre part, quoique même dans la seconde phase les gouvernements conservateurs aient en durée dépassé de six mois les libéraux, cette légère prédominance, compte tenu des nouvelles conjonctures socio-économiques et politiques de l’Empire, ne fut qu’apparente. L’ordre impérial, appuyé sur la centralisation, la prééminence de l’Empereur franche de toute opposition, commença à partir de la décennie 1860 à être secouée par une bourrasque qui avait ses origines dans la période de la Régence, mais qui ne s’était pas apaisée totalement. De nouvelles forces sociales étaient en train de surgir, l’aristocratie caféière supplantait la sucrière, la guerre du Paraguay éveilla des forces jusque-là assoupies, l’économie mondiale capitaliste industrielle faisait pression sur le Brésil, resté agraire et esclavagiste — toute la conjoncture déterminait un renouveau libéral tant dans le domaine des idées que dans celui économique. L’Empereur fut amené à céder de plus en plus aux aspirations libérales, dans une tentative de retarder la décomposition du régime impérial. Enfin, dans la sphère locale, Cícero Dantas eut à souffrir de la pression exercée par la politique d’opposition que dirigeait son cousin libéral João dos Reis de Souza Dantas, frère du conselheiro Dantas ; ce dernier donnait depuis Rio de Janeiro carte blanche à son frère pour agir au nom des Luzias.
Vis-à-vis des réformes libérales, Cícero Dantas se rangea à la stratégie de la couronne et tâcha de s’unir avec ses pairs conservateurs et de renforcer la convergence avec les Saquaremas, dans le but d’anticiper les innovations proposées par les Luzias et d’en minimiser la portée. Ainsi tenta-t-il, par son vote à la Chambre, de retarder les projets libéraux relatifs à la réforme électorale, à l’abolition de l’esclavage, etc., et s’ingéniait-il souvent à prendre les devants afin de garder l’initiative et de ne pas perdre totalement le contrôle de la situation, l’enjeu étant en effet sa propre survie et celle de sa classe, engoncée dans un conservatisme s’appuyant sur la possession de la terre, la détention d’esclaves et le monopole du pouvoir.
Au niveau local, il s’appliqua à défendre une politique économique dont il tirait profit. Il eut soin que l’autorité de potentat local qu’il exerçait demeurât toujours en concordance avec les consignes de la politique centralisatrice de la couronne. S’il avait une nette conscience de l’autorité que, dans les municipalités où il disposait d’une majorité des voix, il détenait sur ses esclaves et sur ceux qui séjournaient dans ses domaines, il se défendait cependant d’outrepasser les limites de cette autorité, et avait soin de l’assujettir aux divers pouvoirs qu’avait institués l’appareil d’État, sans pour autant qu’il restât toujours passif face aux décisions qui se prenaient, étant en effet capable d’instrumentaliser la bureaucratie du gouvernement à son propre avantage.

### Centralisation
Sous l’Empire, le gouvernement central dirigeait les affaires locales notamment par le biais de ses administrations policières et judiciaires. À partir de 1841, le gouvernement resserra davantage encore son emprise centralisatrice en mettant en place un nouveau système judiciaire qui devait perdurer, avec peu de modifications, jusqu’à la fin du régime impérial. La charge de juge de paix, créée en 1828, continua certes d’exister, mais avec des attributions assez réduites. La magistrature civile comprenait l’ensemble des juges, depuis les juges municipaux jusqu’aux ministres de la Cour suprême. Les juges municipaux et des tutelles étaient choisis parmi les licenciés en droit (bacharéis) ayant une expérience judiciaire d’au moins un an et nommés pour quatre ans ; ils pouvaient ensuite être promus à la magistrature du siège (juiz de direito). La nomination d’un juge était du ressort du gouvernement central, mais se faisait en général en faveur d’une personne indiquée ou qui représentait un potentat local. L’État brésilien sous la colonisation ou aux débuts de l’Empire n’avait pas la possibilité d’étendre ses pouvoirs jusque dans les différentes localités du pays, en raison de quoi il se vit contraint d’établir un réseau de compromis avec les grands propriétaires terriens, qui en contrepartie assistaient l’État par des services particuliers, ou par l’intermédiaire de groupes qu’ils dirigeaient, en échange de faveurs ou de l’octroi de privilèges. À partir de 1841, par suite de la réorganisation des forces conservatrices, qui entreprirent de réinterpréter l’Acte additionnel de 1834 (Ato Adicional, révision de la constitution), qui avait donné plus de pouvoir aux provinces, et de refondre le Code de procédure criminelle, le gouvernement central devint réellement l’arbitre des conflits locaux, en particulier des litiges entre puissants. Au moment où, avec le décès de son père en 1872, le baron de Jeremoabo prit la direction de la politique locale, les nouvelles structures administratives étaient déjà bien en place. Comme potentat local, Jeremoabo était conscient de son pouvoir, mais n’avait garde de se leurrer quant à l’étendue de celui-ci. Il s’efforça de s’ajuster à la nouvelle hiérarchisation du pouvoir, où figurait en bonne place désormais le président de province en tant que représentant du gouvernement, lequel le choisissait en accord avec le parti dominant. Si le président de province, auquel Cícero Dantas restait ainsi subordonné, était un conservateur, les portes lui seraient grandes ouvertes, dans le cas contraire, il aurait les plus grandes difficultés, y compris dans sa propre zone d’influence. Cette dépendance nouvelle vis-à-vis du pouvoir central, lequel de son côté était poussé à jouer le jeu des partis, ne laissait de le préoccuper.
Notamment, la possibilité de l’ascension d’un libéral à la présidence de sa province le rendait circonspect et prévoyant, et l’incita, dès avant qu’une telle chose n’advînt, à pourvoir le plus rapidement possible à la nomination des juges, procureurs et commissaires de police dans sa zone d’influence. De même, il lui fallait également, tant que cela était encore possible, consolider ses alliances avec les autorités judiciaires au niveau local, afin de s’assurer pour le moins leur sympathie ou leur connivence aux moments où il serait nécessaire de contourner la loi ou de fausser les résultats électoraux, à l’effet de n’être pas tout à fait tenu à l’écart de la prise de décision politique dans les périodes d’ostracisme. C’est à cette époque qu’il se mit à renforcer ses relations de clientélisme et à dissoudre par là les limites entre sphères publique et privée. Mais son souci ne concernait pas que le juge municipal ; il était impératif de s’attacher le plus grand nombre possible d’agents de la puissance publique. La nomination par le gouvernement, à partir de 1850, des délégués et des sous-délégués, des officiers de la Garde nationale, des procureurs et de leurs substituts qui prenaient du service dans les arrondissements et n’étaient d’ordinaire pas des juges gradués, n’entamait guère l’autorité des chefs locaux, la renforçait au contraire, dans la mesure où la réglementation visait aussi à restreindre autant que possible la participation de magistrats aux fonctions politiques. Aussi les puissants les avaient-ils à leur botte, pour les besoins de leurs intérêts électoraux. En fait, l’exercice du pouvoir par les chefs locaux ne fut pas mis en péril durant l’Empire, moyennant certes qu’ils se soumettent à un processus d’ajustement et de remise à jour, grâce à quoi les chefs locaux restaient à même de canaliser leur autorité vers la sphère publique.

### Le niveau provincial
À partir de 1874, alors qu’il occupait un siège de député général sous la 15e législature (1872-1875), Jeremoabo eut à faire face au pouvoir hostile du président de province. Celui-ci, en plus d’avoir sous ses ordres les agents de la puissance publique (sous-délégués et juges) dans les procédures électorales, possédait, même en dehors des périodes d’élections, des compétences importantes, ayant en effet pouvoir de décision dans plusieurs nominations stratégiques, telles que celle des procureurs, des délégués et des sous-délégués de police et des officiers de la Garde nationale. Fort de telles attributions, le président de la Bahia pendant la période 1873-1874, Antônio Cândido da Cruz Machado, affronta ouvertement l’autorité locale de Jeremoabo. La capacité d’intervention du président de province était si étendue qu’il pouvait s’ingérer y compris dans la gestion des fonctions les plus basses de l’organisation de l’État et d’en tirer avantage pour les élections.
La situation s’aggrava encore quand l’antagonisme entre Luzias et Saquaremas vint à se doubler de vieilles querelles de famille, c'est-à-dire après que les Dantas, qui jusqu’à la décennie 1850 s’étaient trouvés unis dans le parti conservateur, se furent en 1861 divisés en partis opposés. En 1878, à l’issue de huit années de mandat au parlement national (trois législatures consécutives), Cícero Dantas dut affronter un scrutin placé à présent sous les auspices du parti libéral, attendu que le 5 janvier de cette même année le libéral João Lins Vieira Cansanção de Sinimbu, futur vicomte de Sinimbu, avait accédé au pouvoir à Salvador. Jusqu’en août 1885, date à laquelle les conservateurs purent revenir au pouvoir sous la présidence du baron de Cotegipe, les libéraux se relayeront à la tête de l’État, changeant de président du Conseil à 6 reprises. Comme de juste, Jeremoabo perdit toutes les élections durant cet intervalle, la première fois en 1878 en vue de la 17e législature (1878-1881), et n'eut d'autre choix que de consacrer son temps à ses plantations de canne de Regalo et de Camuciatá. C’est au cours de cette même période (1878-1885) qu’il se heurtera à l’opposition la plus vigoureuse de la part de ses cousins libéraux. C’était aussi l’époque où une des stratégies politiques du gouvernement central était de nommer à la plus haute fonction de l’exécutif provincial, c'est-à-dire à un poste considéré comme une des pièces clef du processus électoral, uniquement des personnalités qui ne fussent point des enfants de la région, à l’effet d’éviter ainsi un lien trop fort entre la personnalité désignée et la province sous sa tutelle. Dans la majorité des cas, la politique adoptée par la Couronne vis-à-vis des présidents de province en était une de situations à dessein transitoires et de rotations — une même personne en arrivant parfois à présider successivement trois ou quatre provinces différentes, s’efforçant chaque fois de donner satisfaction au parti qu’il représentait et d’appuyer les candidats désignés par celui-ci. Pour atteindre ces objectifs, il n’était pas rare que les limites de la légalité vinssent à être franchies.
En ce qui concerne les élections de décembre 1884, où Cícero Dantas briguait un siège en vue de la 19e et avant-dernière législature de l’Empire, en concurrence avec son cousin João dos Reis de Souza Dantas Filho, le baron, dès juin de cette année, ne se faisait guère d’illusions sur sa victoire. Ce scrutin, où Cícero Dantas s’inclina devant son cousin avec un écart de 24 voix seulement, permit à celui-ci de présider le 32e gouvernement.
La 9e circonscription, zone d’influence du groupe conservateur autour de la famille Dantas, se composait de 13 paroisses, dans lesquelles, quoique son parti fût écarté du pouvoir, Jeremoabo pouvait compter sur une majorité d’électeurs. Cependant, le parti au pouvoir trouvait les moyens d’empêcher sinon la victoire des candidats n’appartenant pas à son camp, du moins leur reconnaissance au cas où l’un d’eux eût obtenu le plus grand nombre de voix. En effet, le résultat des élections dépendait fortement de leur organisation. Dans un article qu’il fit paraître dans la Gazeta da Bahia en décembre 1884, Cícero Dantas souligne le rôle de la Chambre dans le déroulement des élections municipales et l’importance de la composition des bureaux de vote, et se plaignit de pratiques frauduleuses, insinuant l’existence d’electeurs manipulés et d’un décompte arbitraire des voix émises. Pourtant, Luzias autant que Saquaremas eurent recours à ce genre de pratiques ; au demeurant, peu importaient les différences entre les deux factions, puisque les intérêts étaient fondamentalement les mêmes et qu’existait une mentalité conservatrice commune, propre à cette époque et poursuivant un objectif commun : gagner les élections et préserver leur position économique et sociale liée à la possession de la terre et la détention d’esclaves.

### Législation électorale
La loi électorale d’août 1860, qui établit des élections au suffrage indirect par circonscription de trois députés, ne fut plus ensuite amendée qu’en 1875, par la loi dite du tiers ou de la représentation des minorités, qui était impulsée par le courant libéral, auquel il était à ce moment-là difficile de faire barrage. Étaient prescrites désormais des élections au suffrage direct dans la capitale nationale, les capitales de province et les villes de plus de dix mille habitants ; mais le point principal concernait la représentation des minorités, auxquelles il était obligatoire dorénavant de réserver un tiers des voix, dans des circonscriptions à nouveau élargies à toute une province.
En janvier 1881 entra en vigueur une nouvelle loi électorale, la loi dite Saraiva. Le projet de loi, qui a pu au départ sembler libéral, ne faisait en réalité que maintenir les privilèges des classes possédantes, en écartant du système politique toute participation populaire. La loi comportait deux propositions : instauration de l’élection au suffrage direct, mais en excluant les analphabètes (et les esclaves, exclus y compris de la citoyenneté) et en doublant le montant du cens électoral. Jeremoabo, pourtant dans l’opposition, se positionna en faveur de la loi, dès sept ans avant sa mise en application. Cette apparente concession devait en fait servir à amortir les pressions des secteurs urbains libéraux, qui, poussés par les nouvelles conjonctures économiques de la seconde moitié du XIXe siècle, réclamaient plus de libéralisme, quand même celui-ci s’accordait mal avec la réalité socio-économico-politique de l’empire du Brésil. Les désidérata conservateurs, que Jeremoabo partageait avec toutes les élites dirigeantes, furent satisfaits : le peuple pourrait donc voter directement, mais seulement ceux de ses membres capables de parler au nom des intérêts politico-économiques agraires des seigneurs. Les mesures prises par le gouvernement impérial pour réformer le système électoral ne représentaient rien autre qu’une posture conciliatrice destinée à briser l’élan des nouvelles forces sociales en train d’émerger.

### Enjeux économiques et esclavagisme

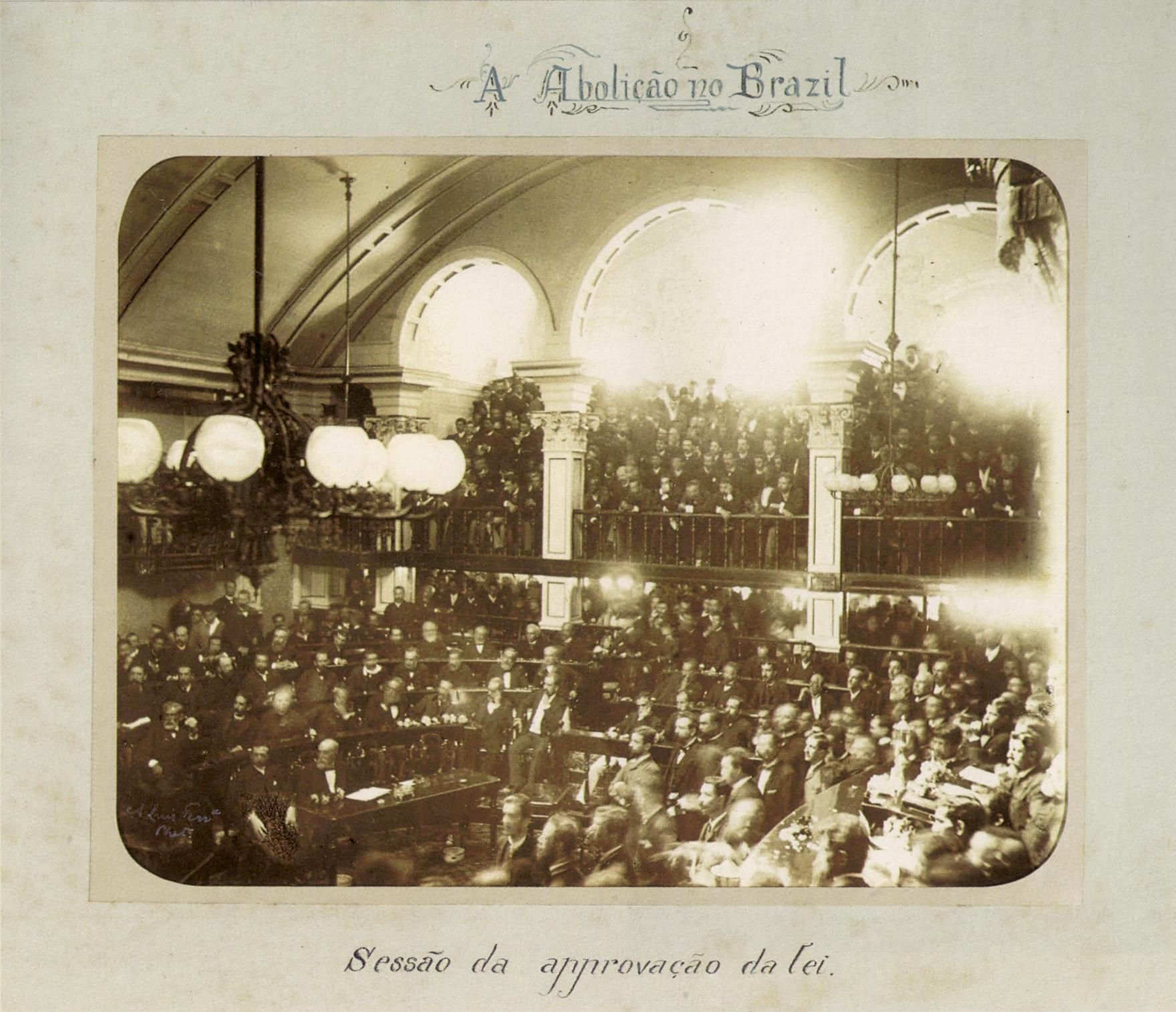
Séance du sénat national lors de laquelle fut approuvée la loi d’abolition de l’esclavage, dite loi d’Or, le 12 mai 1888.

Sur le plan économique se jouait au Brésil un conflit d’intérêts entre la vieille aristocratie esclavagiste et la nouvelle élite des planteurs caféiers installés dans l’ouest de l’État de São Paulo. Dans la deuxième moitié du XIXe, la modernisation et l’urbanisation que connaissaient principalement les provinces du sud donna lieu à un processus de diversification sociale. La classe conservatrice de la province de la Bahia, dont faisait partie le baron, était depuis un certain temps déjà sur le déclin et exclue du développement économique engagé par les conservateurs du sud. L’expansion de la caféiculture entraîna, dans les pratiques socio-économiques, une transition de l’esclavage colonial vers un mode production capitaliste effectif, utilisant comme main-d'œuvre des immigrés salariés. Dans le même temps, dans les zones économiquement périclitantes du Nordeste, l’économie sucrière tendait à stagner et la baisse de sa lucrativité ne permettait plus aux fazendeiros de continuer à détenir des esclaves, lesquels étaient alors vendus aux plantations de café du sud ou transformés en ouvriers agricoles, en colons et en d’autres formes de relation économique non esclavagiste. Dans la décennie 1870 se côtoyaient désormais, du point de vue économico-financier, deux réalités distinctes : les provinces du sud, sur la pente du progrès, et celles du nord, en déclin. Le commerce bancaire de la capitale bahianaise, en grande expansion, stimulé par les capitaux auparavant utilisés dans le trafic des esclaves et à présent libérés, avait jusqu’alors permis au fazendeiro de Paraíba d’augmenter leurs plantations, et de payer le prix de l’esclave, nonobstant que son montant avait doublé par suite de la fin du trafic, rendant ainsi le planteur à même d’équilibrer malgré tout ses comptes. À partir de la décennie 1850 et au cours des années 1860, les récoltes furent sans cesse en hausse, aiguillonnées par des prix élevés. Mais dans le nord, la pénurie locale de liquidités, la concurrence des producteurs étrangers et la progressive perte de sa main-d’œuvre conduisit la principale production de l’économie coloniale, le sucre de canne, vers une totale perdition. Dans le nord, au contraire du sud, l’agriculture ne réengageait pas ses recettes libres dans les plantations et resta exclue des investissements ; conditionnée par les variations du marché international, elle perdit sa capacité de garantir les emprunts qu’elle souscrivait. L’on s’accordait à considérer que l’activité sucrière n’était plus rentable, vu le prix élevé des esclaves, et l’on se résignait alors souvent à ceder ces derniers aux plantations de café.
Les incessantes migrations d’esclaves des provinces du nord vers celles du sud, la compagne abolitionniste et la loi dite d’Or portant abolition de l’esclavage sur quoi elle déboucha, non seulement furent préjudiciables à Jeremoabo dans ses affaires de Bom Jardim et eurent pour effet de désorganiser toutes ses activités économiques, mais contribuèrent aussi à infléchir sa perception du pouvoir politique en place. Cícero Dantas ne put comprendre, en tant que conservateur, représentant d’une classe aristocratique remontant à l’époque coloniale qui s’était toujours appuyée sur le binôme terre-esclave et qui avait été pendant longtemps le point d’équilibre de la couronne impériale, que la propre fille de l’Empereur eût signé la loi d'affranchissement et portât le coup de grâce d’une manière aussi radicale, sans moyens termes et sans indemnisation. Ulcéré et aigri, il cessa de se sentir au diapason avec le pouvoir politique. Jusque-là, il avait suffi qu’il fît cause commune avec ses pairs et avisât avec eux aux moyens de freiner l’avancée libérale ; ensemble, ils avaient eu l’habilité de ne jamais rien faire de façon radicale, la demi-teinte étant de mise, comme en témoigne la promulgation de la loi des Ventres libres de 1871 : quand Jeremoabo décida d’appuyer cette loi, d’une portée humanitaire seulement apparente, il était conscient des énormes avantages qu’elle lui apporterait, car elle lui permettait de garder ses esclaves pendant la durée de leur plus grande productivité de travail, ou sinon toucher un important dédommagement pécuniaire de la part de l’État. Le sursis ainsi obtenu par les esclavocrates prit bientôt fin quand les campagnes abolitionnistes s’intensifièrent de nouveau. La classe dominante se vit alors contrainte à de nouvelles concessions ; vint alors, en 1885, la loi proposée par son cousin Manuel Pinto de Souza Dantas (le conselheiro Dantas), dénommée loi Saraiva-Cotegipe ou loi des Sexagénaires, prescrivant l’affranchissement des esclaves de plus de 60 ans, qui avait le même but que la loi des Ventres libres, à savoir encore une fois d’amortir le mouvement libéral. Cette fois cependant, le ridicule de la loi fut tel que celle-ci ne parvint nullement à neutraliser les exigences d’émancipation totale à laquelle aspirait le pays tout entier. Jeremoabo et José Gonçalves, désespérés pour leurs plantations et usines à sucre par la fugue de leurs esclaves sous les encouragements et la protection des abolitionnistes, ne pouvaient plus s’en rapporter à l’armée pour capturer les fugitifs, car après la guerre du Paraguay, les militaires refusaient d’accomplir cette tâche.

### Coronélisme
L'avènement du régime républicain portera Jeremoabo à se muer de grand dignitaire de l’Empire en coronel du sertão. La période politique vécue par le baron sous la monarchie n’était plus désormais celle où l’autorité centrale, soucieuse de consolider son autorité, choisissait de déléguer certains pouvoirs aux potentats locaux. Il est vrai que le temps de sa carrière politique avait coïncidé avec le moment où les gouvernements centraux ambitionnaient de prendre définitivement et intégralement le contrôle du pouvoir sur la totalité du territoire, s’appliquant à colmater les brèches qui avaient été laissées ouvertes durant la période coloniale, abstraction faite de quelques fonctions publiques cédées au pouvoir privé dans le souci de maintenir un certain équilibre.
Jeremoabo commença sa carrière politique en 1861, à un moment où l’État avait cessé déjà d’être patrimonial pour se faire bureaucratique. Au fur et à mesure de cette transformation, il eut soin d’adapter son comportement et révisa sa conception de l’autorité. Ce faisant, il agit néanmoins toujours en conservateur, tout en prenant en compte la politique centralisatrice des gouvernements successifs, administrant son pouvoir local et privé avec souplesse, mais toujours en s’agrippant aux divers fils de la toile politique qui le rattachaient au centre politique, représenté tantôt par le président de province, tantôt par le président du Conseil, tantôt par l’Empereur lui-même. Au-dedans de ces limites, il peut être affirmé qu’il fut, dès l’Empire, un coronel, compte tenu que dans ses domaines Camuciatá et Regalo, il avait sous ses ordres une légion de travailleurs, et disposait de nombreux affidés à qui il indiquait pour qui ils devaient voter. Mais par-dessus ces traits caractéristiques du coronel prévalait dans son esprit l’engagement politique conservateur consistant notamment à ne protéger que celui qui admirât l’Empereur et que celui qui fût saquarema ; en définitive, il se devait d’être fidèle à la structure de pouvoir qui le reconnaissait comme gentilhomme-fermier (tabaréu fidalgo). Toutefois, s’il fut un coronel dès l’Empire, il ne put l’être pour de vrai : il en était empêché par le centralisme de l’État impérial, et son indépendance se trouvait donc être limitée. Les juges et les procureurs étaient nommés avec l’accord du président de province, lequel à son tour représentait la volonté de l’Empereur.
La république en revanche promettait la décentralisation et l’autonomie pour les provinces, devenues États fédérés. Les traits propres au coronel tendirent alors à s’accentuer, et du baron saquarema il ne devait plus guère demeurer que le titre, que Jeremoabo tenait cependant à préserver. L’instabilité politique engendrée par la transition politique porta le baron, selon ses propres paroles, à « rester, par circonspection, dans une expectative sympathique ».

### La guerre de Canudos
À partir de la fin des années 1860, un prédicateur laïc, Antônio Conselheiro, originaire du Ceará, réussit, par ses prédications et ses bonnes œuvres, à acquérir un grand ascendant auprès des populations rurales de la Bahia et de quelques États voisins, et de se constituer un groupe nombreux d’adeptes. Bien que ne troublant pas l’ordre public et se tenant dans les strictes limites de la religiosité catholique traditionnelle, il finit par susciter l’hostilité de l’aristocratie foncière locale et de la hiérarchie ecclésiastique. Initialement, Cícero Dantas se montra tolérant envers Antônio Conselheiro, mais le devint moins lorsque l’influence de Conselheiro sur la population se fit manifeste. Du reste, Cícero Dantas eut l’occasion de rencontrer Conselheiro personnellement et nota ses impressions.
La première tentative connue d’interdire les activités d’Antônio Conselheiro coïncida avec la décision prise par Cícero Dantas, en collusion avec l’archevêque de Salvador, de neutraliser l’influence grandissante du prédicateur ; il est à rappeler sous ce rapport que Cícero Dantas, dont la personnalité incarnait l’imbrication des réseaux des diverses élites bahianaises, était non seulement un puissant coronel campagnard, mais avait aussi ses entrées dans l’aristocratie du Recôncavo, grâce à son mariage avec une jeune fille de la famille Costa Pinto, alliance qui fit de lui le gendre du vicomte de Sergimirim. Si l’on en est réduit à spéculer si Cícero Dantas eut la main dans l’arrestation d’Antônio Conselheiro à Itapicuru en juin 1876, sur l’accusation (infondée) de meurtre de son épouse, il est un fait en revanche que plus qu’aucun autre fazendeiro de la région, il avait fini par adopter une attitude très hostile vis-à-vis d’Antônio Conselheiro et s’irritait du crédit croissant de celui-ci sur la population locale. Il résolut donc de porter le conflit sur l’arène politique ; il suffit qu’en 1887, ainsi qu’il appert de la correspondance (conservée) de Jeremoaba, le commissaire de police local, en même temps propriétaire d’une épicerie, marri de voir une partie de sa clientèle lui échapper à cause d’Antônio Conselheiro, écrivît à Jeremoabo que « Conselheiro dévoyait le comportement de la population », pour que Cícero Dantas décidât d’intervenir personnellement contre Conselheiro, requérant le gouvernement provincial de se saisir de sa personne. Cependant, informés, Antônio Conselheiro et ses adeptes quittèrent précipitamment Itapicuru et trouvèrent momentanément refuge dans le Sergipe voisin, attendant que les choses s’apaisent.
Si Antônio Conselheiro eut soin de se tenir à l’écart de la politique, en dépit de son hostilité ouverte envers la république nouvellement proclamée, certains éléments portent à croire que les conselheiristes, et plus tard les jagunços de Canudos, aient pu servir les intérêts électoraux de la faction dirigée par Luís Viana, en offrant d’intervenir comme fósforos (litt. allumettes), c’est-à-dire comme rabatteurs de voix ; en effet, après le schisme du Parti Républicain Fédéraliste, les lieutenants d’Antônio Conselheiro cherchèrent des appuis auprès de la faction vianiste, escomptant sans doute que celle-ci remporterait le gouvernorat provincial. Il n’est pas certain que des contacts aient jamais été pris entre partisans vianistes et conselheiristes, ou que ces derniers aient pu agir comme fósforos au profit des vianistes, et encore moins que cela se soit fait à l’instigation de Conselheiro ; il est établi par contre que la faction vianiste brûlait publiquement les impopulaires édits gonçalvistes instituant de nouvelles taxes, et l’on peut donc supposer que les incidents violents qui eurent lieu en 1893 à Bom Conselho, au cœur de la zone d’influence du baron de Jeremoabo, et dans lesquels fut impliqué Antônio Conselheiro, sont à situer dans le cadre de cette campagne d’autodafés.
Cet incident, valant rébellion ouverte contre les autorités, conduisit Antônio Conselheiro à mettre fin à ses longues années d’errance et à se fixer avec la troupe de ses sectateurs dans la fazenda abandonnée et ruinée de Canudos, sise sur le rives du fleuve Vaza-Barris, dans une zone écartée mais relativement fertile. Cette fazenda se trouvait appartenir à une nièce de Cícero Dantas, la baronne São Francisco do Conde, qui avait son domaine principal dans le Recôncavo et n’avait pas jugé à propos d’engager les frais nécessaires pour réhabiliter le site ; au grand dépit de Jeremoabo, elle se montra par la suite réticente à en faire déloger les conselheiristes. La colonie fondée par Antônio Conselheiro, appelée Belo Monte, atteignit bientôt plusieurs dizaines de milliers d’habitants.
Plusieurs facteurs peuvent être invoqués pour expliquer pourquoi le village de Canudos fut attaqué par les autorités, une première fois en novembre 1896 par un détachement de police de l’État de Bahia, suivie par trois autres expéditions, mises sur pied cette fois par le gouvernement central. Jouèrent ici un rôle : la nuisance provoquée par les jagunços de Conselheiro, sans doute réelle, même si les fazendeiros de la région tendaient à en exagérer fortement l’ampleur (contredite par le fait que les jagunços apportaient à l’occasion leur concours à la police) ; l’hostilité de l’Église, engagée dans une réforme ultramontaine ; le mécontentement des coroneis, à qui l’exode massif de populations hors de leurs fazendas à destination de Canudos faisait redouter une pénurie de main-d’œuvre ; un ensemble de mobiles liés à la politique bahianaise, mais bientôt aussi à la politique nationale, le régime républicain, encore mal assuré, s’évertuant en effet à resserrer les rangs par une lutte vitale (sujette à toutes les surenchères) contre un ennemi commun, en l’occurrence largement phantasmé, se présentant sous les espèces d’un grand complot monarchiste international, dont Canudos serait le centre névralgique. On ajoutera enfin, après l’échec de la première expédition, l’entêtement de part et d’autre et une dynamique propre du conflit prenant l’allure typique d’une escalade militaire incoercible.
Lors des débats qui eurent lieu à la Chambre des députés de la Bahia au début de 1894, alors que la population de Canudos s’élevait déjà à plus de 14 000 personnes, la ligne de démarcation entre adversaires et défenseurs du Conselheiro coïncidait avec celle séparant les deux partis opposés : d’une part les gonçalvistes, alliés de Jeremoabo et d’autres coroneis, réclamant une prompte intervention, et d’autre part les vianistes, défendant le droit des Canudenses de vivre sans être inquiétés. Les vianistes l’emportèrent dans un premier temps, et Jeremoabo et ses partisans remisèrent temporairement leur requête. Cependant, les choses changèrent lorsque Viana eut pris le pouvoir en mai 1896. Celui-ci en effet, ayant maintenant réussi à consolider son hégémonie à Salvador, pouvait désormais se passer de l’appui et des services des jagunços, et paradoxalement se permettre à présent de prêter une oreille complaisante aux sollicitations des fazendeiros de l’arrière-pays. Quand survint le prétexte d’intervenir (une anodine affaire de marchandises non livrées quoique dûment payées par Conselheiro, lequel se répandit en menaces), il n’y eut plus personne pour prendre la défense de Canudos.
Pendant la campagne militaire, la famille Danzas s’employa à entretenir la psychose. Ainsi Américo Camillo de Souza Velho, propriétaire terrien et cousin de Cícero Dantas, fit-il imprimer à ses frais et diffuser un billet dans lequel il affirmait qu’il avait été réveillé un certain matin par l’un de ses propres espions lui annonçant que les jagunços de Conselheiro se dirigeaient vers son logis pour le punir d’avoir ravitaillé les troupes de la troisième expédition et qu’il avait été forcé d’évacuer toute sa famille ; les hommes de main de Canudos, déclarait-il encore, ayant trouvé la maison vide, entreprirent alors de la ravager de fond en comble.
En septembre 1897, la quatrième et dernière expédition vint finalement à bout de la résistance des Canudenses. La campagne s’acheva par la destruction complète du village et le massacre de la presque totalité de ses habitants.

## Écrits
À côté de ses occupations politiques et de fazendeiro, Cícero Dantas Martins déploya une activité épistolaire prolifique. Entre les années 1873 et 1903, il expédia 44 411 lettres, soit une moyenne de 1 432 l’an, dont il tint méticuleusement registre dans un carnet et dont il gardait chaque fois une copie. Pendant toute sa vie, il avait coutume de se retrancher dans son bureau pour y rédiger sa correspondance, au détriment de sa santé. La plus grande partie de cette correspondance s’est perdue, mais il en subsiste environ 1 300 lettres, pour la plupart des lettres reçues par lui ; ces dernières, conservées dans leur presque totalité, étaient souvent assorties de photographies représentant, outre les membres de sa famille, ses amis et d’autres grands propriétaires terriens, un certain nombre de personnages importants de l’histoire du Brésil, tels que José de Alencar, Rio Branco, le baron de Cotegipe, le vicomte de Niterói. Quant aux lettres écrites et adressées par lui à des personnes haut placées — gouverneurs, juges, ministres, secrétaires d’État, grands propriétaires, installées dans différentes localités et dans d'autres provinces ou États —, mais aussi à des vaqueiros (gardiens de bétail), quasi aucune n’a été conservée, hormis celles qu’il écrivit entre 1865, date de la première, et 1902, date de la dernière, à son ami José Gonçalves da Silva, le premier gouverneur constitutionnel de la Bahia sous le régime républicain. Ces lettres préservées, découvertes récemment, constituent une riche source d’informations sur certains épisodes de l’histoire du Brésil au XIXe siècle, en particulier sur la guerre de Canudos. Est en outre parvenu jusqu’à nous un carnet, commencé en 1895, où il s’appliquait à consigner avec soin les décès, naissances, mariages et autres événements de la vie civile, en plus de quelques opinions personnelles sur divers sujets. Enfin, l’on a gardé de lui quelques articles de sa main parus dans la presse de l’époque.